# 自殺

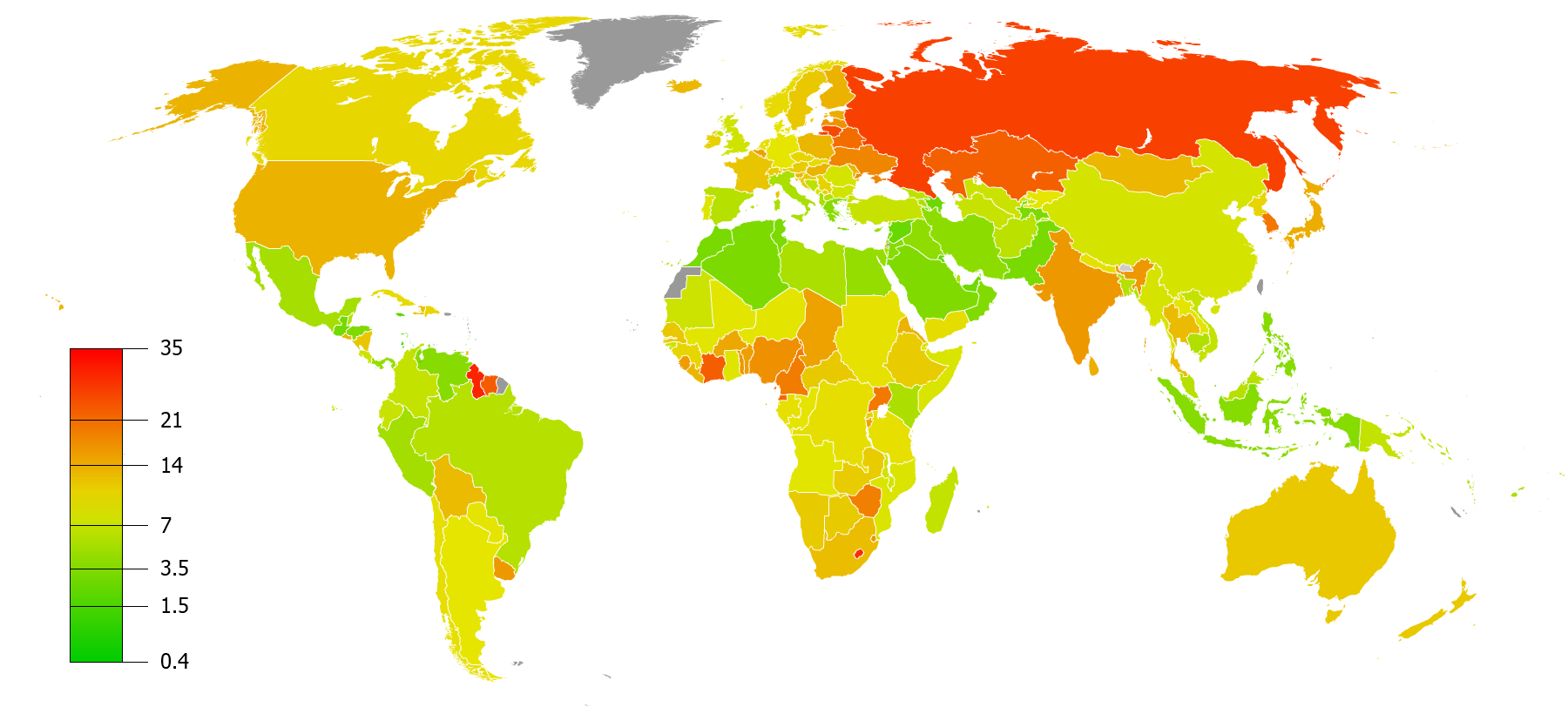
2016年のWHOによる人口10万あたり自殺率（年齢標準化）。自殺率の高さは、赤＞黄＞緑

自殺（じさつ、英: suicide）とは、自分の生命を絶つこと。自害（じがい）、自決（じけつ）、自尽（じじん）、自裁（じさい）、刀剣類を使う場合は自刃（じじん）などともいい、状況や方法で表現が異なる場合がある。
世界保健機関（WHO）は2016年時点で、全世界において約80万人が毎年自殺していると報告している。このWHO報告などによると、世界の自殺の75%は低所得および中所得国で起こり、自殺は各国において死因の10位以内に入り、特に15 - 29歳の年代では2位になっている。
自殺は様々な事情が絡み合って行われる。高所得国においては、自殺と精神的な不調（特に抑鬱とアルコール乱用）には関係があることは明らかになっており、自殺の多くは、人生のストレスが各人の対処能力を超えてしまい破綻状態となった危機的な時（たとえば経済的苦境、人間関係の破綻、病気と疼痛の長期化など）に衝動的に行われている。
WHOは「自殺は、そのほとんどが防ぐことのできる社会的な問題。適切な防止策を打てば自殺が防止できる」として、世界自殺予防戦略（SUPRE）を実施している。このようなWHOに準ずる形で、各国で行政・公的機関・NPO・有志の方々による多種多様な自殺予防活動が行われている。
日本に設けられている『支援情報検索サイト』『いのち支える相談窓口』や、様々な 電話相談窓口・SNS相談窓口は、「多種多様な悩みをご相談いただけます」「もし、あなたが悩みを抱えていたら、その悩みを相談してみませんか」と呼びかけている。
自殺をどのような概念としてとらえるか、またその法律上の扱われ方は、時代、地域、宗教、生活習慣などによって異なっている。欧米などキリスト教圏では伝統的に自殺は罪と見なされ、忌避されてきた（「#宗教と自殺」参照）。文化的に推奨される場合には、社会的圧力によって自殺が強要される場合もある。チェコのヤン・パラフや、フランスにおけるイラン人焼身自殺などである。また「抗議の意思を伝える政治的主張のため」とする自殺が行われる場合がある。これは「焼身自殺」でも後述する。
自殺が、家族や以前自殺者にかかわったことのある人々、偶然もしくは業務上自殺後の対応にかかわった人々、さらに社会に対して及ぼす心理的影響・社会的影響は計り知れないものがある。自殺が1件生じると、少なくとも平均6人の人が深刻な影響を受ける。学校や職場で自殺が起きる場合は少なくとも数百人の人々に影響を及ぼす。たとえば、「うつ病、不安障害、PTSD（心的外傷後ストレス障害）などの深刻な危険を生じかねない」「さまざまな深刻な心理的苦痛に圧倒される」「遺された人自身が自殺の危険を伴う事態に追い込まれることすらある」とされる。また「自殺の事実を知った人の多くは、まず衝撃で頭の中が真っ白になり、すべての感覚がマヒ状態に陥ってしまう」「多大な罪責感にさいなまれ、抑鬱状態になる」「長期にわたり影響が残り続け、心的外傷後ストレス障害などの精神障害を発症する」とされている。

## 語義
英語
自殺を意味する英語suicide（スーサイド）自体の歴史は比較的浅く、『オックスフォード英語辞典』（Oxford Dictionaries）の【suicide】によると、1651年、ウォーター・チャールトンによる1651年の文にある「自殺によって逃れることのできない災難から自己を救うことは罪ではない」という文が初出とされる。この用語の語源は現代（近代）ラテン語の「suicida」であり、「sui（自分自身を）」+、「caedere（殺す）」という表現である。
他にも1662年、1635年という説もあり、いずれにしても17世紀からの使用が定説とされる。それ以前には「自己を殺す」「死を手にする」「自分自身を自由」にする、などの表現があったが、一言でまとまってはいない。米国自殺学会のエドウィン・S・シュナイドマン（en:Edwin Shneidman）は「魂と来世という思想を捨て去ることができたとき、その時初めて、人にとって"自殺"が可能になった」と述べて、観念の変化が反映していると指摘した。来世や魂の不死といったことを信じたとき、死は単なる終わりではなく別の形で「生き続ける」という存在の形態を移したものに過ぎなくなるからである。この概念の登場したのには死生観の変化がある。
このように自殺の問題は「死」をどう捉えるかということと不可分の関係にあり、文化や時代によってさまざまな様相を呈する。
仏教での「自殺」
日本の仏教では自殺を「じせつ」と読む。死は永遠ではなく輪廻・転生により生とは隔てがたいと、死生観を説いた。病気などで死期が近い人が、病に苦しみ、自らの存在が僧団の他の比丘（僧侶）に大きな迷惑をかけると自覚して、その結果、自発的に断食などにより死へ向う行為は自殺ではないとされる（『善見律』11）。また仏や菩薩などが他者のために自らの身体を捨てる行為は捨身（しゃしん）といい、これは最高の布施であった。また、焼身往生や補陀落渡海、密教系仏教の入定（即身仏）や行人塚のように人々の幸福のために自ら命を絶った例があった。
現代の日本では、仏教僧が「自死・自殺に向き合う僧侶の会」を組織して遺族や自殺を考える人の話を聞いたり、宗派を問わない追悼法要を増上寺で毎年行ったりしている。

## 対策
自殺願望を持つ人への支援を行う際には、何よりもまず時間をかけて丁寧に本人の気持ちに耳を傾けていく。この際、一般論を押しつけたり話題をそらしたり激励をしたりすると、一度開きかけた心を再び閉じさせてしまい、孤独感を強め自殺願望を増幅させてしまう。そのため支援者は、本人と時間を共有し、共感的に耳を傾け、信頼できる援助関係を構築していく。このようにして形成された関係性は、本人の心理的なよりどころとなり、自殺したい気持ちを和らげていく効果がある。
次に、自殺願望をもたらす背景要因に共感的に耳を傾けた上で、その背景要因へのアプローチを行っていく。精神医学的要因にとどまらず、心理社会的ならびに経済的要因まで含めて広範なアセスメントを行い、必要なソーシャルワーク（社会的支援）を試みる。たとえば、背景要因として多重債務や家庭内における暴力被害が見出された場合、司法書士や配偶者暴力相談支援センター、福祉事務所等の適切な支援資源につなげていく。この際に支援者は、支援機関へ同行する、家族などに同行を依頼する、支援機関に連絡して確実に対応してもらえるよう日程を押さえる等、支援資源に確実につなぐための配慮をすることが重要である。

### 予防の取り組み

#### 世界的な取り組み
世界保健機関（WHO）の自殺予防に関する特別専門家会議によると、自殺の原因は個人や社会に内在する多くの複雑な原因によって引き起こされるものの、自殺は予防できることを知ることが大切で、自殺手段の入手が自殺の最大の危険因子で自殺を決定づける、とした。毎年9月10日は「世界自殺予防デー」として、WHOと国際自殺防止協会（ IASP=The International Association for Suicide prevention）、その他の非政府組織によって、世界保健機関加盟各国で自殺防止への呼びかけやシンポジウムが行われている。日本でも2007年から、16日までの1週間を自殺予防週間と定めており、地方自治体や関係機関が9月に各種啓蒙運動を行っている。
アメリカ合衆国政府は自殺につながるような自殺防止のための無料電話を、かつての10桁番号から、2022年7月に3桁（988）に短縮するなど相談しやすくしたが、差し迫った自殺の危険があると判断された場合に警察に通報されかねないことへの警戒・反発も起きている。
世界の自殺防止相談窓口一覧

#### 日本の取り組み
日本における自殺対策としては相談室の設置、カウンセラーの増強などの対策が取られている地域がある（各都道府県・都市の相談窓口一覧（外部リンク：自殺総合対策推進センター（JSSC）））。2006年10月28日には自殺対策基本法が施行され、『自殺対策白書』が発表されている。民間では悩み相談を受け付けるNPOやボランティアが相談窓口を開設している（いのちの電話など）。

#### 宗教の取り組み
WHOのデータによると、宗教で自殺をタブーとしている宗教での自殺率は低く、タブーとしていない仏教などの宗教、そして無宗教と順に自殺率が高くなっている。これら宗教での自殺率が低い理由として、仏教を含めて、宗教関係者がカウンセラーとして相談窓口を提供し、自殺防止に貢献していることが考えられる。窓口としては、各宗派の宗教施設、仏教テレフォン相談などがある。

#### まわりの人やカウンセラーの取り組み
自殺予防に向けて悩み相談に乗る者は、ゲートキーパーと呼ばれる。これは特別な人ではなく、相手を心配して相談に乗りたいと思う全ての人がゲートキーパーである。その相談や気付きの方法としては、以下の取り組みが推奨されている。
日本では、厚生労働省から公開されており印刷してポケットに入れられる『誰でもゲートキーパー手帳』、研修用の『ゲートキーパー養成研修用テキスト』で誰でもゲートキーパーの知識を習得可能となっている。カウンセラーやゲートキーパーらは「TALKの原則」で相談に乗るようにとされている。日本で行われる「TALKの原則」とは、自殺したいという気持ちを否定せず思いやりを持って、誠実な態度で話しかける（Tell）、自殺についてはっきりと尋ねる（Ask）、相手の話に傾聴する（Listen）、安全を確保する（Keep safe）の頭文字から来ている。
英語圏のゲートキーパーは、Question（質問）、Persuade（説得）、Refer（医師などの専門家を紹介する）の頭文字からQPRで対応を行っている。このQPR Gatekeeperは習得が容易で、1 - 2時間程度で習得でき、オンラインの講義も可能で多くの人が履修できるようになっている。
また、自殺念慮を有するクライエントへのアプローチの一つとして、問題解決技法がある。これは、クライエントのつらさに共感した上で、死ぬことを考えた原因や背景にある問題に耳を傾け、その問題を解決する方法をクライエントと支援者が協同で模索し実行することで、希死念慮を引き起こす問題の解決を支援する技法である。問題解決をサポートするにあたって、共感的・支持的な関係性を形成しておくことがポイントとなる。
同時に、困難や苦痛を感じながらも生きてこられている、クライエントの強さを認めていくことも大切である。ここまで生きてこられているのは、生きる上で大切な考え方やストレス対処方略などを持てているためであり、そのような肯定的な側面に光を当てていくことで、自己肯定感の形成をサポートすることができる。

#### マスメディアなどの企業の取り組み
ストレスへの対処や逆境の時の対応など、自殺を抑制するように報道することで、自殺を抑制するパパゲーノ効果が現れる。WHOから自殺を誘発させるウェルテル効果が起きないよう『自殺報道ガイドライン』が公布されており、厚生労働省からもガイドラインに従うよう メディア関係者の方へ 要請が行われている。
GoogleやYouTubeを運営しているAlphabetでは、「自殺と自傷行為に関するポリシー」を掲げており、相談窓口のリスト提供や配信動画への対応を行う。実際に、違反する動画の削除を行うほか、医療関係者などの関連動画や検索結果については配信前に注意文が掲載されるようになっている。
FacebookやInstagramを提供しているMetaでは、「自殺や自傷行為に関する投稿を見かけた場合の対応策」をサポートチームが提供しており、サポートを行える情報提供を行っている。
Wikipediaを運営しているウィキメディア財団の信頼と安全チームは、m:Mental health resourcesにてメンタルヘルスなどの対応相談組織のリストを管理し情報提供を行っている。

#### 学校における取り組み
すべての学校種において自殺予防の取り組みが必要であり、自殺予防教育、ハイリスク者のスクリーニング、教職員研修、保護者啓発など様々な要素で構成される。日本の学校における取り組みは欧米や豪州にとても及ばないと指摘されており、早急に取り組みを充実させる必要がある。

##### 自殺予防教育
学習指導要領に明確に位置付けることなどを通して、すべての学校種で自殺予防教育が取り組まれるようにする必要性が示されている。また、教師・講師が活用できる共通の授業案と教材が開発され、それらを基に自殺予防教育が行われることで、学校ごとのばらつきがなくなり質が担保されることが期待されている。

##### ハイリスク者のスクリーニング
児童生徒および学生が保有しているタブレット端末を用いたスクリーニングを通して、自殺リスクの高い者を同定し個別支援を行うことが強く求められる。ハイリスク者のスクリーニングも自殺予防に大きく貢献するにもかかわらず、スクリーニングに対する学校側の消極的な姿勢が指摘されており、今後は自殺予防に向けて積極的に行われる必要がある。

##### 教職員研修
自殺予防に向けた研修が全教職員になされていないことが指摘されており、現職教員対象の悉皆研修や、全教職員向けゲートキーパー校内研修を確実に行い、自殺予防に向けた知識・スキルの育成をする必要がある。また、研修において自傷行為に関する内容も充実させることや、ロールプレイを行うことの必要性が示されている。加えて、教員養成課程での学びにゲートキーパー研修や自殺予防教育の内容を組み込むことが有益とされている。

##### 保護者啓発
自殺予防に関する心理教育を含む保護者への啓発・教育の必要性が示されている。また、自殺予防に向けた保護者との協力体制を築くことも重要である。

### 研究
薬剤やAIの研究
新たに、治療抵抗性うつ病を6時間以内に緩和するケタミンが、同時に自殺念慮を顕著に減少させる作用が注目されており、ケタミンを抗自殺薬と分類するには時期尚早であるが、重篤なうつ病患者の自殺の危険性を考慮すると有望であると、アメリカ国立精神衛生研究所の所長は述べている。
アメリカの成人の全国調査では、19万人から生涯におけるシロシビンとLSDの使用が、心理的苦痛や自殺思考、また自殺計画や自殺企図の減少と関連していることがわかった。研究者は統計という研究性質から、幻覚剤がこうした効果を起こしたという結論はできないとしている。
大量の医療記録を人工知能（AI）に学習させる事で自殺願望の有無を判定する研究が行われている。
世界的に見て、自殺の方法として選ばれるのは、農薬が特に多い。世界の自殺の20%は農薬によるものとされる。そのため世界保健機関では、自殺の防止策として、農薬の制限を呼びかけている。韓国やスリランカでは、パラコートの購入制限を厳しくすると、農薬による自殺者が減ったという統計がある。

抑止効果（看板・青照明・飛び込み防止柵）
看板から電話相談が相当数行われて、保護された人たちも確認されている。
駅で青い照明を使用する誘導効果ナッジによって、2000年から2010年の間に自殺者数が約84パーセント低下した。
多くの自殺の名所を調査した研究において、柵による効果で93％、相談用電話番号が掲載された看板で61％減少することが確認された。

オンライン
インターネットの自殺掲示板において自殺方法を模索する群もあるが、説得する方法の模索などを行う援助群や自殺念慮を克服したい相談者群なども活動しており、すべての群において自殺願望を低下させていた。

医学的な診断について
- SABCS: 自殺に関する感情・行動・認知スケール。
- コロンビア自殺重症度評価尺度

自殺兆候

人が死にたいと思うことはよくある事であり、自殺したいと願う気持ちを自殺念慮（希死念慮）、精神分析学者のフロイトはデストルドーと名付けられている。
しかし、自殺という行動を計画し実行に移す人は稀である。実際に実行に移すまでに至る人は、ほとんどのケースで自殺前に周囲の人がわかるような兆候を示しており、兆候もなく亡くなるケースは稀である。
自殺に至る兆候としては、以下の例がある。
1. うつ病をはじめとする精神疾患。WHOのデータで自殺者の約 97%に精神疾患の兆候が見られたとしている。また、うつ治療薬の副作用に自殺念慮を起こすものもあり、米国などでは薬剤の処方と共に副作用に自殺念慮があること、家族に自殺予防のための注意書きを添えることが義務化されている場合がある。
2. 原因不明な心身の不調。
3. アルコールなどの大量摂取。
4. 安全や健康に気を使わず自暴自棄。体重の急な増加・減少
5. 仕事の増加、重責、ミスの増加や大きなミス、失職。
6. 孤立、サポートの無い状態。いじめ。屈辱や不名誉。
7. 本人にとって重要な何かしらの喪失（家族や親友の死など）。
8. 大病。癌性疼痛、慢性疼痛を伴う疾病（帯状疱疹後神経痛，術後痛，他、身体が不自由になる疾病など）。
9. 自殺を望む言動。自殺に至る情報の収集。自殺の計画。自殺を仕向ける言動を受ける。

自殺抑制要因
自殺についてアンケート調査を行った公益財団法人日本財団によると、以下の要因で抑制されるとしている。
1. 自己有用感：家族の中に居場所がある。誰かの役に立つことが出来て、感謝される。
2. 問題解決力:問題を解決する能力がある。
3. 共感性：人同士は共感し相互理解できると考える。相談したり、相談を受けることができる。
4. 住んでいる場所に、ずっと住んでいたいと思える。

自殺を思いとどまった理由。
1. 我慢：自殺を本気で考える時間は、長くて数十分程度とされている。この時間を我慢すれば乗り切ることができる。
2. 家族や恋人、親しい人が悲しむ。
3. 将来を楽観視：人生、生きていればなんとかなる。
4. 自殺しようとして失敗した。：自殺未遂の結果、半身不随や脳障害など、その後の人生に関わる障害になる場合も多い。最悪、自殺も出来ない状態に置かれる。
5. 相談して説得された。

自殺が少ない地域について研究している統計数理研究所の岡檀は、路地が多い地域で自殺率が低いことに着目し「路地では人と人のコミュニケーションが自然と促されているとか、周囲の異変に気付きやすいなど、いろんな理由が考えられます。コミュニティをよい状態に維持するには、やはり問題の早期発見が大事なんですけれども、それがなかなかできないために家庭内暴力や児童虐待が重症化して、また非常に悪化してからでないと表面化しないというようなことが、自殺が少ない町では起きにくいわけです。」と述べている。また、日本で最も自殺の少ない海部町(2006年に海陽町に合併）についての研究もしており、以下の5つの特徴を上げている。
1. 人は人でいろんな人がいたほうがよい。（多様性を尊重）。
2. 人物本位主義で、リーダーは問題解決能力や人柄を重視し、グループを作っても入退会が自由でイジメなどの悪い慣習ができない。
3. 自己肯定感が高く、政治参画にも積極的で自分たちで問題を解決しようという意欲がある。（自己有用感と問題解決力がある）。
4. 助けを求めよ、病は市に出せ：なにかしら問題があった時は、ほかの人と相談する傾向がみられ、相談した相手も押しつけず人を尊重する。うつ受診率も高く、軽度の段階で受診する。
5. 人と人のつながりが薄い。他人は他人であり、深いつながりは構築せず、淡白で放任主義。困ったらアドバイスなどの過不足のない援助を行う。

### 自殺を止めた具体例
自殺を思いとどまった有名人
- 庵野秀明 - TVアニメ『新世紀エヴァンゲリオン』放映後の誹謗中傷や殺害を意図する電子掲示板を見たことから、2回自殺未遂に至った事実を告白し、「死ぬのは別にいいんだけど、死ぬ前に痛いのは嫌だ。」と踏みとどまった。その後は、『シン・ゴジラ』や『エヴァンゲリオン』の劇場版など、多くの作品の監督を務めた。
- 徳川家康 - 桶狭間の戦いで負け、将来を悲観した家康は先祖が納められた墓の前で切腹を試みようとしたが、寺の住職に「厭離穢土欣求浄土（戦乱の穢土（えど）から、戦の無い浄土を求めよ）。そうすれば仏の加護も得られよう。」と諭され、以後、その言葉を旗印に掲げ、長きに渡る戦乱のない江戸（えど）時代を築いた。
- 桂元澄 - 戦国武将で主君である毛利元就に謀反を起こしたメンバーの一人。謀反が失敗した際に自刃しようとしたが元就に説得され思いとどまった。その後、功績を上げ、毛利家の忠臣として仕えた。子孫にも恵まれ、維新の三傑である木戸孝允（桂小五郎）、首相にもなった桂太郎がいる。
- 酒巻和男 - 真珠湾攻撃に特殊潜航艇で参加し、太平洋戦争で最初に捕虜となった日本海軍兵である。機密を守るため自らの特殊潜航艇を沈めようとしたが座礁して捕虜となった際に、恥辱から死を望む辞世の句を遺した。しかし、捕虜として生活しているうちに、「我々は黙って働かねばならないのだ。焼けた祖国を復興再建するために、鍬を振い、ハンマーを打って働かねばならないのだ。それが亡き戦友へのお詫びである。」と考えを改め、続々と増える捕虜達にも思想を広めて捕虜たちの精神的支柱となった。終戦後には、トヨタ自動車工業ブラジル現地法人の社長となった。酒巻をモデルにした作品の編集者は「悩んでもよい、挫折してもよい、大きな挫折から立ち上がって、自分で考えて行動することのヒントになれば。」と作者の意思を伝えている。
- ベートーヴェン - 苦難の幼少期、青年期の両親の死を経て、音楽家としてのハンデである難聴に陥った時に自殺を考えた。思い止まった後に、ハイリゲンシュタットの遺書に「芸術が私を思いとどまらせた」と記している。その後、難聴や多くの苦難を抱えながらも、歓喜の歌など多くの傑作を世に残した。

自殺を思い留まらせるエピソードがある作品
- 『古畑任三郎』- 32話 再会 古い友人に会うにて、「たとえ全てを失ったとしても私たちは生き続けるべきです。私はこれまで強制的に死を選ばされてきた死体を数多く見てきました。彼らの無念な顔は忘れることができません。彼らのためにも我々は生きなければならない。」「（死ぬよりつらい日々が待っていたとしても）だとしてもです。（全てを失ったとしても）また一からやり直せばいいじゃないですか。」「たとえ、たとえですね、あした死ぬとしても、やり直しちゃいけないって誰が決めたんですか。誰が決めたんですか。まだまだこれからです。」
- 『パーフェクトワールド』 - 「死ぬのはできること全部試してからでも遅くないじゃない。」
- 『自殺する私をどうか止めて』 - ボランティア団体・自殺防止センターを設立した方の本。「TALKの原則」の実践本ともいえる。
- 『1-800-273-8255 (song)』 - 第60回グラミー賞年間最優秀楽曲賞授賞作のラップ曲。タイトルは、アメリカの自殺防止ホットラインの電話番号であり、曲の中にも生きることを提案する内容が綴られている。本曲が注目されていた期間、自殺防止ホットラインの利用が増加し、自殺率の低下も見られた。歌手自身もカウンセリングで救われたことを明かしている。

### 家族などへの影響・ケア
自殺した家族・身近な人には、相談してくれなかったことや救えなかったことへの自責、孤立感、自殺に追いやった問題への怒りなどをへて、身体的・精神的な複数の影響が長期的に出る。この問題に対して、政府をはじめ、多くの自治体や相談窓口が対応を行っている。
自殺した方の家族へのケアや処遇
- 全国自死遺族総合支援センター - 家族を自殺で亡くした遺族をケアするための組織。
- 働く人のメンタルヘルス・ポータルサイト『こころの耳』 - 厚生労働省が委託して一般社団法人日本産業カウンセラー協会が運営しているサイト。「遺されたご家族へ 自死遺族の方へ」 というページがある。
- 高瀬舟 (小説) - 森鷗外の短編小説。自殺しそびれ苦しむ弟を介錯した兄が、弟殺しの罪で島流しになり、船を漕ぐ同心に胸中が語られる。

## 類型

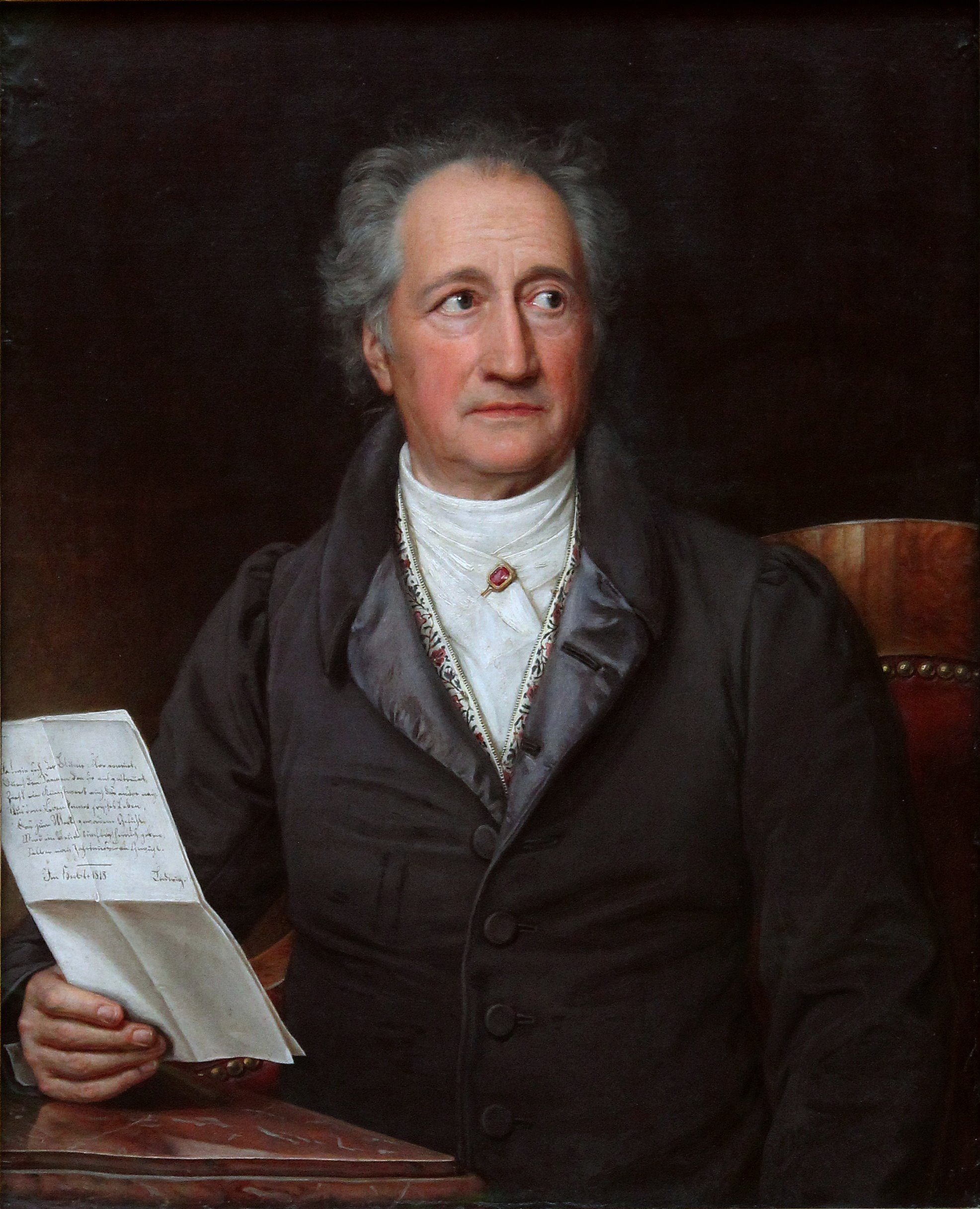
失恋した青年の自殺を描いた『若きウェルテルの悩み』の著者ゲーテ

### 群発自殺、集団自殺、連鎖自殺
その他、複数人の自殺が、近接した時間・場所において実行される群発自殺があり、これはメディア報道がきっかけとなって起こることが多い。群発自殺には、複数の自殺志願者が、お互いに合意の上で同時に自殺する集団自殺がある。インターネット上の自殺サイトを媒介として実行されたことがあった。戦争での集団自決とは異なる。
有名人の自殺の後追い自殺などを連鎖自殺、模倣自殺ともいい、その他一般人の凄惨な自殺を報じるニュースが、模倣者を発生させる現象のことも含めてウェルテル効果ともいう。オーストリアなどでは報道の仕方を変えることで群発自殺を減らせることが実証されている。疾病や人間関係など解決困難な問題から逃れるために自殺したい状態を自殺願望、具体的な理由はないが死にたいと思う状態を自殺念慮と使い分けることがある。
その他の類型として、利他的あるいは偽利他的な動機から相手の同意なく他人を自殺行為に巻き込む拡大自殺（Extended Suicide）、自身で直接自殺するのではなく、犯罪を犯して死刑になることで司法の手を借りて自殺しようとする間接自殺などがある。警官を挑発して事件現場で殺害されようと企てる（俗にいう「警察による自殺」）場合もある。

### 宗教的な自殺
自殺は社会的な制度として行われることもある。宗教的な理由から生け贄として自害するなどである。また一部のカルト宗教において、ある種の死によって魂が救われる、と教祖的立場の人間が説く場合に発生することがある（「カルトの集団自殺」）。自爆テロなどの事例があり、こうした死が殉教と見なされる場合もある。
歴史的には、キリスト教の過激派が、わざと旅人などを襲い、反撃を誘うことで自らを殺させて、殉教を達成しようとする「キルクムケリオーネス運動」などの異端が存在した。

### 他の行為との類似と区別
自殺に関連、また類似したものとして以下のものがある。

#### 自殺脅迫
自殺脅迫という、本気で死ぬ気が無いのに、○○したら/しなかったら自殺すると相手を脅迫する行為もある。恋人や配偶者、公務員に対して行われることが多い。

#### 安楽死・尊厳死
積極的な安楽死とは、致死性の薬物やガスを投与・摂取することにより、苦しまずに死に至るという概念である。アメリカ合衆国の一部の州、オランダ、スイスなどの国々では、末期の癌や疾病等で多大な苦痛があり、確実に死が目前に迫っている、患者本人が希望する場合は、致死性の薬物やガスを投与する、または本人に提供して本人が自己摂取することにより、苦しまずに死に至る安楽死が法律で認められている。
消極的な安楽死または尊厳死とは、救命回復のための治療も、疾病の進行の抑止・遅延の為の治療も、生命維持の為の治療も行わず、緩和ケアの治療は行い、苦しまずに死に至るという概念である。消極的な安楽死または尊厳死は、一般論としてどこの国においても、法律により強制隔離・強制治療が義務付けられている感染症、精神病を例外として、本人の意思に基づくならば違法性はなく、医師、看護師、家族が犯罪として法的責任を問われない。
なお、米国では病院内での重大な医療事故の最多のものは自殺であるという（独立系・非営利組織の医療施設評価認証機構である「ジョイント・コミッション」の医療事故報告による）。日本での日本医療機能評価機構による調査では、調査の3年間に29 %の一般病院（精神科病床なし）で自殺が起こっている。その自殺者の入院理由となる疾患は、35 %が悪性腫瘍（癌）である。

#### 自傷行為
自傷段階の場合、現世への希望をまだ諦めきっていないため、なんらかの事態の改善につながる助けを求めている傾向があるとされるが、自殺ではコミュニケーションを求める行為はほとんどみられず、またそのような心の余裕もないことが多い。
以下、Walsh（2005）による自傷行為と自殺未遂の判定表を挙げる。ただし、双方は死への意図のあるなしではなく強弱の同一線上にある例も多いため、一種の指標として柔軟に用いるのが望ましい。
| 番号 | 項目                                                   | 自傷行為 | 自殺企図 |
| ---- | ------------------------------------------------------ | --- | --- |
| 1    | 行為そのもので期待されるもの                           | どうにもならない感情の救済（緊張、怒り、空虚感、生気のなさ）。                                                                             | 痛みから逃れること。意識を永久に終わらせること。                                                               |
| 2    | 身体的ダメージレベル、および潜在的に行為が死に至る確率 | 身体的にはあまり強くないことが多い。致死率はあまり高くない方法を好む。                                                                     | 深刻な身体ダメージを及ぼすことが多い。致死率が非常に高い方法を好む。                                           |
| 3    | 慢性的、反復的であるかどうか                           | 非常に反復的である。 | 反復的なことは少ない。                                                                                         |
| 4    | 今までにどの程度の種類の行為を行ってきたか             | 2つ以上の種類の方法を繰り返し行う。 | 主に1つの方法を選ぶことが多い。                                                                                |
| 5    | 心理的な痛みの種類                                     | 不快感、居心地の悪さが間欠的に襲ってくる。                                                                                                 | 耐えられない感情が永続的に続く。                                                                               |
| 6    | 決意の強さ                                             | もともと自殺するつもりは強くないのでそれほど強くはない。他の選択肢を考えることもできる。一時的な解決を図ろうとして行ってしまうことが多い。 | 決意が並外れて強い。自殺することが唯一の救いとしか思えない。視野が狭い。                                       |
| 7    | 絶望、無力な感じがどの程度あるか                       | 前向きに考えられる瞬間と、自分をコントロールする感覚を少しは保っている。                                                                   | 絶望、無力感が中心で、一瞬であってもその感情を外すことができない。                                             |
| 8    | 実行することで不快な感情は減少したか                   | 短期的には回復する。間違った考え方も感情も行為そのものによっておさまる。「意識の変化」を起こす。                                           | まったく回復しない。むしろ自殺がうまくいかなかったことによってさらに救いがもてなくなる。即時の治療介入が必要。 |
| 9    | 中心となる問題は何であるか                             | 疎外感。特に社会の中での自らのボディ・イメージ（アイデンティティにもつながる）が築けていないこと。                                         | うつ。逃れられない、耐えられない痛みに対する激しい怒り。                                                       |

いずれの場合でも状況を一見しただけで安易に自殺であると断定するのは拙速であることがあり、特に有名人の自殺に関しては多くこの問題が取り上げられる。

#### 事故・他殺と自殺
警察の捜査で自殺と断定された事件が事故または殺人事件ではないかと疑われる例は以前から存在している。反対に、自殺であるにもかかわらず、遺族が故人の自殺を恥じるなどの理由によって事故とされている場合も存在するのではないか、ともいわれている。
日本では、徳島自衛官変死事件のように遺族とのトラブルや訴訟となった例もある。また、日本で起きた生坂ダム殺人事件は、警察により自殺として処理されたが、発生から20年後に犯人が名乗り出たため、殺人事件であることが判明している。
なお、警察庁統計では、司法解剖による鑑定において自殺と断定された案件においても遺書が残されている件は半数以下である。また、遺書の真贋を本人に質問できないので偽造や執筆強要だとしても認定が難しい。
他、自殺を考えている者が、あえて犯罪などの問題行動を起こすことで、警察に自分を攻撃するように誘い、わざと射殺されようとする「警察による自殺」もある。この場合、実際に他者を傷つける事件もあることから、遺書などがないと自殺を企図していたかどうか、判断が難しい場合がある。

#### 未遂
死亡しなかった場合は「自殺未遂」（じさつみすい）という。

## 統計
| 世界銀行による 地域区分 | 世界 人口比 | 自殺者数 （2012年） | 全世界自殺者 に占める比率 | 人口10万あたり自殺率 （年齢標準化,2012年） | 人口10万あたり自殺率 （年齢標準化,2012年） | 人口10万あたり自殺率 （年齢標準化,2012年） | 自殺者の 年齢標準化男女比 （2012年） |
| 世界銀行による 地域区分 | 世界 人口比 | 自殺者数 （2012年） | 全世界自殺者 に占める比率 | 男女                                       | 女                                         | 男                                         | 自殺者の 年齢標準化男女比 （2012年） |
| ----------------------- | ----------- | ------------------- | ------------------------- | ------------------------------------------ | ------------------------------------------ | ------------------------------------------ | ------------------------------------ |
| 全世界                  | 100.0 %     | 804千人             | 100.0 %                   | 11.4                                       | 8                                          | 15                                         | 1.9                                  |
| 高所得国                | 18.3 %      | 197千人             | 24.5 %                    | 12.7                                       | 5.7                                        | 19.9                                       | 3.5                                  |
| 上位中所得国            | 34.3 %      | 192千人             | 23.8 %                    | 7.5                                        | 6.5                                        | 8.7                                        | 1.3                                  |
| 下位中所得国            | 35.4 %      | 333千人             | 41.4 %                    | 14.1                                       | 10.4                                       | 18                                         | 1.7                                  |
| 低所得国                | 12.0 %      | 82千人              | 10.2 %                    | 13.4                                       | 10                                         | 17                                         | 1.7                                  |

世界保健機関（WHO）によると、世界では40秒に1回程度の自殺が起こっており、世界の死因の1.4 %を占め第15位である（2012年）。これは高所得国では1.7%、低中所得国では1.4 %となる。
自殺の統計は、疾病及び関連保健問題の国際統計分類に基づいているので国際比較が可能である。疾病及び関連保健問題の国際統計分類における自殺のコードはX60-X84である。また、アフリカや東南アジアは、多くの国で統計が入手できていない。
WHOの『暴力と健康に関する世界報告』では、2000年における世界全体の暴力死が、自殺が815,000、他殺が520,000、戦争関連死が310,000と見積もられ、「これら160万の暴力関連死の1/2近くが自殺、ほぼ1/3が他殺で約1/5が戦争関連である」と述べられている。この結果を、世界全体の暴力死では戦争によるものよりも自殺によるものが多い、と述べた資料もある。
ただし、アフリカや東南アジアについては、多くの国で自殺についてまとめた統計が存在しない。このため、自殺に関する国際的なデータでは、アフリカや東南アジアの国々については省かれていることが多い。2019年9月、世界保健機関（WHO）が発表した調査では、2016年時点で、183のWHO加盟国のうち、質の高い自殺統計を持っている国は80カ国程度とされる。
季節
自殺に特に気を付ける期間として春が挙げられている。厚生省がまとめた統計では、毎年3月と5月に自殺者が多くなっている。ヨーロッパでも春に自殺する人が多いことが指摘されている。日本では3月は年度末ということもあり環境の変化に追われる期間であり、春に向かう高揚感とストレスを抱える状態というギャップから思いつめる人も多いという意見もある。医学的には、春の季節の変わり目で自律神経が乱れることも要因として考えられるとする人もいる。

年齢差
WHOによると、2016年で世界の15 - 29歳成人の死因において、自殺は8.1 %を占め第2位である（1位は交通事故）。30 - 49歳成人では4.3 %であり第10位であった。とりわけ低中所得国と東南アジアにおいては、自殺は2012年時点で、15 - 19歳成人の死因の16.6 - 17.6 %と高く、男女ともに第1位であった。

性差
| 100,000人あたりの自殺者数。男性が左、女性が右（2016年のデータ）。自殺率の高さは、赤＞黄＞緑。 |  | 100,000人あたりの自殺者数。男性が左、女性が右（2016年のデータ）。自殺率の高さは、赤＞黄＞緑。 |
| 100,000人あたりの自殺者数。男性が左、女性が右（2016年のデータ）。自殺率の高さは、赤＞黄＞緑。 |  |                                                                                               |

世界的には、男性の自殺は女性の3倍に上るとWHOは報告している。日本でも自殺者の約7割が男性であり、人口10万あたりの年齢調整自殺率は男性20.5、女性8.1、男女では14.3となり（2016年）、日本における自殺の男女比は平均的なものである。この男女間の割合の差は、高所得国に行くほどに差は大きくなり、一方で中所得国では、差は小さくなる傾向にある。
2019年09月、世界保健機関が発表した統計によると、男性より女性の方の自殺率が高かった国は、バングラデシュ、中国、レソト、モロッコ、ミャンマーの5カ国のみであった。
カトリーヌ・ヴィダルらは、失業時や離婚時に男性の方に負荷が集中しやすいことを指摘、失業や離婚をした場合、女性であれば家族や社会の状況に組み込まれて保護されるのに対し、男性は社会的に孤立を余儀なくされることを挙げている。

職業
世界的に、農村は都会より自殺率が高い。農業の種類別調査では、農作物生産地域では相関関係がみられなかったが、酪農・畜産地域では、産出額が高い地域では低い地域より自殺率が高いことがわかった。調査では酪農・畜産が盛んな地域では、助けを求めるのが難しかったり、心身に負担の多い働き方をしている人が多い可能性が示唆された。

方法
世界的に見て、自殺の方法として選ばれるのは、首吊り、農薬、銃である。特に農薬は多く、世界保健機関の統計では、世界の自殺の20 %は農薬によるものとされる。世界保健機関は、自殺者の数を減らす最も即効性のある手法は、農薬の購入を制限することだと指摘している。韓国やスリランカでは、パラコートの利用を制限すると、農薬による自殺者が減ったという統計がある。

比較の難しさ
自殺死亡率は、統計の信頼性や更新頻度が国によって異なるため、単純な比較が難しいとされる。世界保健機関（WHO）が、2014年に発行した「世界自殺リポート」では、順位付けはしていない。

## リスクファクター

2008年に米国の16州で自殺が急増した状況

自殺のリスクに影響を及ぼす因子には、精神疾患、薬物乱用、心理状態、文化的状況、家族および社会的状況、遺伝学、トラウマまたは喪失の経験がある。精神障害と物質乱用はしばしば共存する。その他の危険因子には、以前に自殺を試みたことがあること、自殺の手段がすぐに利用できること、自殺の家族歴、外傷性脳損傷の存在などがある。例えば、銃器を所有している世帯の自殺率は、所有していない世帯よりも高いことがわかっている。
失業、貧困、ホームレス、差別などの社会経済的問題は、自殺の考えを誘発することがある。なお、社会的結束が強く、自殺に対して道徳的な異議を唱える社会では、自殺はまれである可能性がある。そして約15 - 40 %の人は遺書を残す。退役軍人は、心的外傷後ストレス障害などの精神疾患や、戦争に関連した身体的健康問題の発生率が高いこともあり、自殺のリスクが高い。自殺は地域集団としても起こりうる。
自殺には家族性があり、自殺行動をする者の血縁者は自殺のリスクが上がる。自殺が血縁者間で伝播するのは、遺伝的な要因だけでなく、環境的（社会的）要因も影響する。（たとえば親が経済苦状態なら、子供も経済苦状態で生きており、しかも高等教育が受けづらく、たいてい将来的にも苦境に陥る）。親子ともども自殺していても、要因は遺伝（生物学的要因）とは限らない。親子は文化的継承も行っており、親の振る舞いかたを子は模倣する。遺伝的な影響の大きさ部分を調べるためのデンマークの研究では、自殺した養子の生物学的親族の自殺率は、養子縁組親族の自殺率の6倍であった。双子研究では、自殺行動の遺伝率が38 %から55 %と推定されている。また親の気分障害や「衝動的-攻撃的」性質は子の自殺の割合に影響があるということも浮かび上がった。10歳 - 21歳の子の親が自殺すると大きな影響があり、なかでも母親が自殺すると特に大きな影響があることが浮かび上がった（母親が自殺以外の原因で死亡した場合より、母親が自殺した場合のほうが、子が自殺する強い要因となるということも浮かび上がった）。

### 過去の自殺試行・自傷行為
過去の自殺試行は最大のリスクファクターである。自殺者の約20 %は以前に自殺未遂を経験しており、自殺未遂者の1 %は1年以内に自殺を遂行し、5 %以上は10年以内に自殺により死亡する。自傷行為は通常自殺未遂ではなく、自傷行為を行った人のほとんどは自殺のリスクは高くない。しかし、別の研究では自傷行為は自殺リスクと関連性があり、自傷行為を行う人は12か月後の自殺死亡リスクが50 - 100倍であると英国国立医療技術評価機構（NICE）は報告している。

### メンタルヘルス問題
| 気分障害               | 35.8 % |
| 薬物乱用               | 22.4 % |
| 統合失調症             | 10.6 % |
| パーソナリティ障害     | 11.6 % |
| 器質性精神障害         | 1.0 %  |
| その他の精神疾患       | 0.3 %  |
| 不安障害               | 6.1 %  |
| 適応障害               | 3.6 %  |
| その他のDSM分類Iの疾患 | 5.1 %  |
| 診断なし               | 3.2 %  |

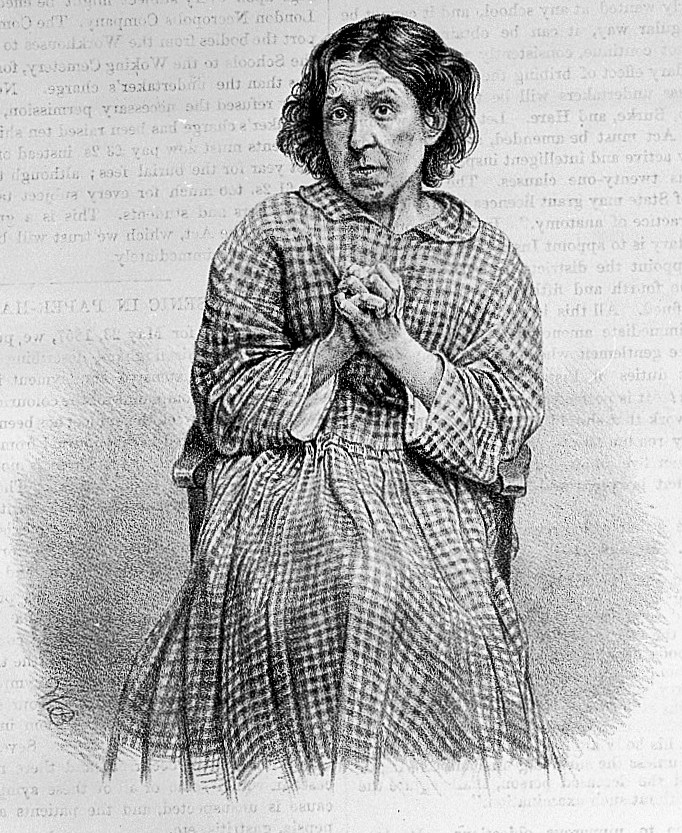
自殺したうつ病の女性を描いた絵画。彼女を写した写真をもとにしたもの

世界保健機関（WHO）の自殺予防マニュアルによれば、自殺既遂者の90 %が精神的に不健康な状態にあり、また60 %がその際に抑うつ状態であったと推定している。該当しなかったのは、診断なし2.0 %と適応障害2.3 %に過ぎないとしている。物質関連障害（アルコール依存症や麻薬）の比率については日本の状況と大きくことなるものの。
自殺既遂者の約半数が人格障害と診断される可能性があり、境界性人格障害が最も多いと推定する研究者もいる。統合失調症患者の約5 %が自殺で死亡する。摂食障害も自殺に関して高リスクの病態である。
WHOの2008年の発表では、毎年100万人近くの自殺者のうち、うつ病患者が半数を占めると推定している。WHOは自殺と密接に関連しているうつ病など、3種の精神障害を早期に治療に結びつけることによって、自殺予防の余地は十分に残されていると強調している。
自殺をした人の約80 %の人は死亡する前年に医師の診察を受けており、45 %は自殺する前の月に受診していた。自殺者の約25 - 40 %がその前の年に精神保健サービスにかかっていた。SSRIクラスの抗うつ薬は、小児の自殺の頻度を増加させるようであるが、成人の自殺のリスクは変化しない。精神衛生上の問題に対する支援を受けたがらないこともリスクを高める。

### 物質乱用
物質乱用は、大うつ病や双極性障害に起因する自殺で、2番目に一般的なリスクファクターである。慢性的な物質乱用は、薬物中毒と同程度の関連性が認められている。個人的な悲しみ、メンタルヘルス問題は物質乱用リスクを増加させる。

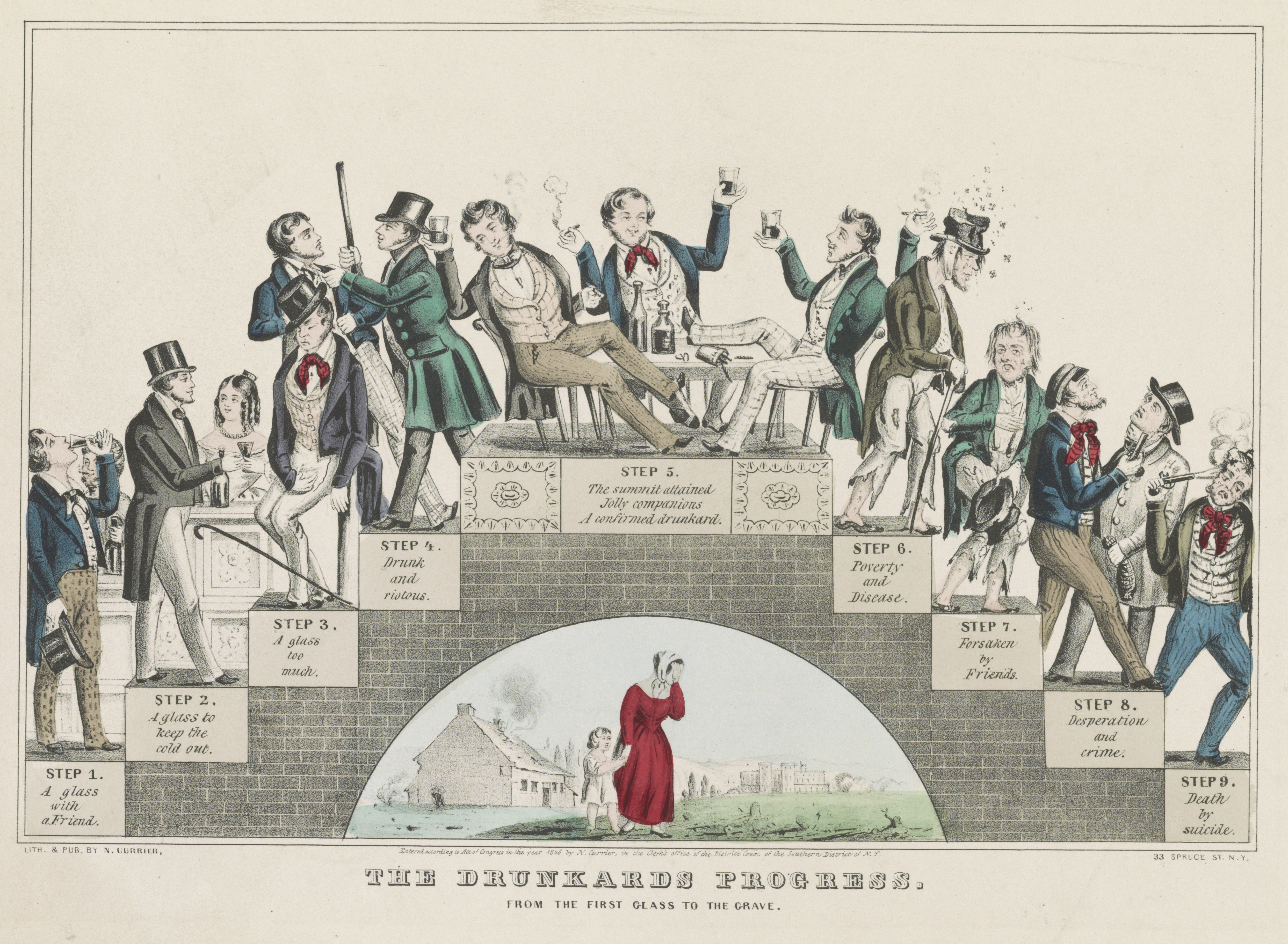
『飲酒者の辿る過程』（1846年）。アルコール依存は貧困、犯罪、自殺を導くことを描いた。

自殺を試みる多くの人々は、催眠鎮静剤（アルコールやベンゾジアゼピンなど）の影響を受けており、アルコール依存症は15 - 61 %のケースで確認されている。アルコール消費量やバーの分布が高い国々では、自殺率も高い。アルコール依存治療を受けた人々は、その2.2 - 3.4 %が自殺で人生を終える。アルコール依存症による自殺は、男性、老人、過去に自殺を試行した人々らで一般的である。ヘロイン利用者の3 - 35 %は自殺し、これはそうでない人の14倍高い。青年期のアルコール乱用、神経精神的不全は自殺リスクを増大させるといわれている。大麻はリスクを増加させるとは確認されていない。
コカインやメタンフェタミン乱用は、自殺と高い関連性がある。コカイン利用者は、その離脱時が自殺リスクが最大となる。習慣的乱用者は、そのおよそ20 %がいつかは自殺を試行し、65 %は以上は自殺を考えている。喫煙は自殺リスクと関連性があり、エビデンスは小さいが関連性が指摘されている。症例対照研究とコホート研究にて、自殺とたばこの喫煙との関連がみられている。1995年と1998年に日本で行われた40から69歳の男性約4万5千人を対象にした多目的コホート研究（JPHC研究）でも、喫煙者では自殺率が30 %高くなっていると報告されている。自殺率はとくに一日あたりの喫煙本数が多いと増加する。たばこの消費と自殺企図による入院に関連が見られた。

### 心理的要因と社会的要因
自殺のリスクを増大させる心理的要因には、絶望感、人生における喜びの喪失、抑うつ、不安、興奮、硬直した思考、反芻、思考抑制、対処技術の低下などがある。問題を解決する能力の低さ、以前持っていた能力の喪失、衝動のコントロールができないことも自殺に影響する。高齢者では、自分が他人に負担をかけていると思うことが自殺に強く影響する。結婚歴のない人も自殺のリスクが高くなる。家族や友人の喪失や仕事の喪失など、最近の生活上のストレスが一因となっている可能性がある。
ある種の人格因子、特に神経症的傾向と内向性の高さが自殺と関連している。このことは、孤立していて苦悩に敏感な人が自殺を試みる可能性を高めることにつながる。一方、楽観主義には自殺の予防効果があることが示されている。その他の心理的危険因子には、ストレスの多い状況に閉じ込められた生活や、感覚をほとんど持たないこと挙げられる。脳のストレス反応系の変化は、自殺状態の間に変化する可能性がある。具体的には、ポリアミン系と視床下部-下垂体-副腎系の変化である。
社会的要因
膨大な数の統計学的・疫学的研究が、文化（宗教・教育）と生活様式（都会暮らしか田舎暮らしか）と家族の状態（独身か既婚か）、社会的状況（失業状態や収監状態など）が自殺に強く影響することを明らかにしている。
社会的孤立と社会的な支援の欠如は、自殺のリスク増加と関連している。貧困もまた自殺の要因であり、周囲の人々と比較して相対的貧困が高まると自殺のリスクが高まる。インドでは1997年以降、20万人以上の農民が、負債の問題もあって自殺している。中国では、農村部の自殺率が都市部の3倍に達しているが、この地域の財政難も高自殺率の原因の一部と考えられている。
失業した人々や事業破綻した人々の人生をしっかりと救済する制度がつくられていてその制度がきちんと機能している国では、失業が自殺に直結するようなことはない。だが、失業した人々や事業破綻した人々を行政がきちんと救済していない国では、失業や事業破綻が自殺に直結してしまうことになる。失業それ自体より、行政が人々を救うような制度を整えているか、行政がその制度を実際にきちんと機能させて実際に人々を救っているかどうか、ということのほうが強く影響するのである。
たとえば失業率が高い国は世界には多くあるが、例えばスペインの失業率は20 %を超えているが自殺が社会問題とはなっていない。各国ごとのジニ係数と自殺率には相関がみられず、これは所得格差が自殺率と相関が少ないことを意味する。ただし、ジニ係数は自殺未遂率とは有意な相関がある。
日本の自殺者305名の遺族を対象にした調査を元にした危険複合度の分析によれば、主な根本要因として「事業不振」「職場環境の変化」「過労」があり、それが「身体疾患」、「職場の人間関係」「失業」「負債」といった問題を引き起こし、そこから「家族の不和」「生活苦」「うつ病」を引き起こして自殺に至る。つまり統計的に見ると、自殺の根本要因には社会的な要因があることが多い。
信仰心があると自殺のリスクが低くなる。ただし自殺が崇高なものであると信じた場合はかえってリスクが高くなる。これは、多くの宗教が自殺に対して否定的な態度をとっていることと、宗教がより強いつながりを持っていることに起因している。宗教的な人々の間では、イスラム教徒の自殺率は低いようである。しかし、これを裏付けるデータは強力なものではない。自殺未遂率に差はみられず、中東の若い女性の自殺未遂率は高い可能性がある。

いじめ、偏見
人々からのいじめや偏見から逃れるために自ら命を絶つ人もいる。いじめや偏見は社会がつくりだしているものであり、それが自殺のリスク要因となっている。

子供に対する虐待（児童虐待）、子供の逆境
小児期に性的虐待を受けたことがあることや、里親制度にかかった時間も危険因子である。性的虐待は全体のリスクの約20%に関与していると考えられている。
トラウマは小児のリスク因子である、また成人の自殺傾向のリスク因子である。人生の早い段階での重大な逆境は、問題解決能力と記憶に負の影響を及ぼし、どちらも自殺傾向に関連している。

賭博場の存在とギャンブル依存症
ギャンブル依存症は、一般人口と比較して自殺念慮と実行リスクを増加させるとされている。病的ギャンブラーの12 - 24 %が自殺を試みており、その配偶者では自殺率が一般人口の3倍となっている。また病的ギャンブラーは、精神疾患、アルコール乱用、薬物乱用リスクも増加する。

### 医学的状態
自殺傾向と、慢性疼痛、外傷性脳損傷、がん、腎不全（血液人工透析を必要とする）、ヒト免疫不全ウイルス（HIV）感染、全身性エリテマトーデスなどの身体的健康問題との間には関連性がある。がんの診断によって、診断された人はその後の自殺の頻度が約2倍になる。自殺傾向の増加の有病率は、うつ病およびアルコール乱用について調整した後も関連した。複数の病状を有する人々に関して、その頻度は特に高かった。日本では健康問題が自殺の第一の理由として挙げられている。
不眠症は危険因子である。また睡眠時無呼吸症候群など他の睡眠障害も、うつ病や自殺の危険因子である。睡眠障害はそれ自体が、うつ病とは独立した、自殺の危険因子である可能性がある。甲状腺機能低下症、アルツハイマー病、脳腫瘍、全身性エリテマトーデス、多数の薬物（β遮断薬やステロイド薬など）による副作用など、気分障害に類似した症状を呈する病態は他にも数多くある。
トキソプラズマ原虫の感染（トキソプラズマ症）は自殺のリスクと関連している。これは免疫応答による神経伝達物質の活性変化が原因であるという説がある。
また、日照時間の季節的変化が自殺率を季節的に変化させている可能性がある。自殺は（12月後半の、北半球においては日照時間が短い）クリスマスの頃には減少していて、春から夏にかけては増加しており、これは日光を浴びる時間と関係がある可能性がある。
自殺の遺伝的要因の研究では、精神障害を考慮すると、推定された遺伝率は自殺念慮で36 %、自殺企図で17 %という数字が得られている。

### マスコミ報道と自殺
WHO『自殺報道ガイドライン』

すべきではないこと
- 写真や遺書を公開しない
- 具体的で詳細な自殺手段を報告しない
- 単純化した理由付けをしない
- 自殺を美化したり、扇情的に扱わない
- 宗教的な固定観念や文化的固定観点を用いない
- 悪人探しをしない

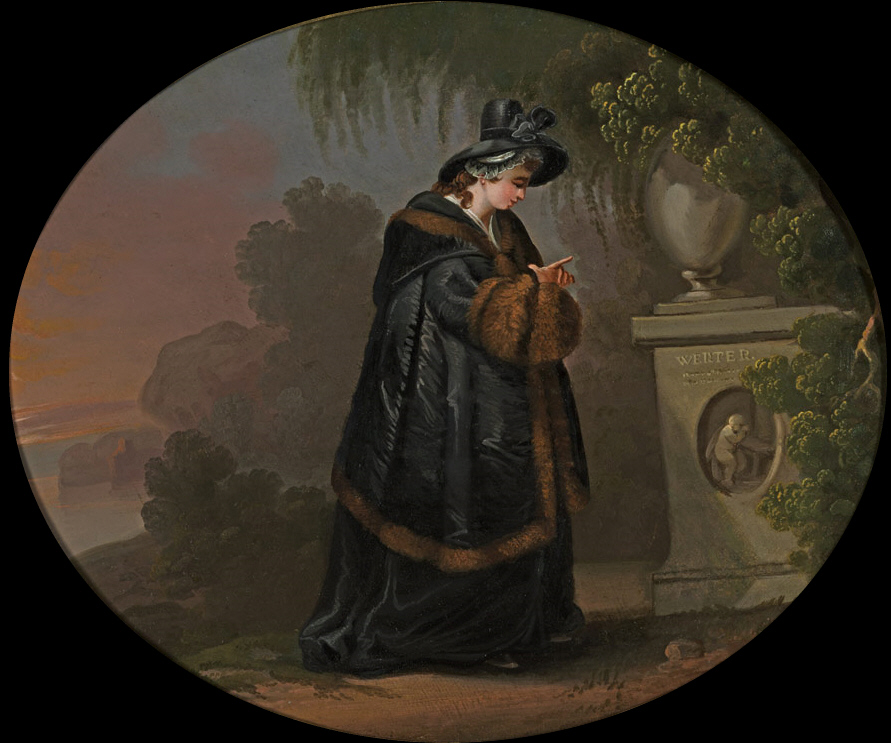
ゲーテの『若きウェルテルの悩み』では、主人公はシャーロットとの三角関係で命を落とす。「ウェルテル効果」として知られる群発自殺が引き起こされた。

インターネットを含むメディアは重要な役割を果たしている。自殺についてのある種の描写は、自殺の発生を増加させる可能性があり、自殺を賛美したり美化したりする「大量の」「目立つ」「反復的な」報道が最も影響を及ぼす。具体的な手段で自殺する方法を詳細に描写すると、この自殺方法は全体として人口を増加させる可能性がある。
センセーショナルな自殺報道がなされた場合に、他者の自殺に影響されて複数の自殺を誘発すること（群発自殺〈clustered suicide、Copycat suicide〉）が統計的に知られており、この事実を実証した社会学者のDavid P. Phillipsによりウェルテル効果と名づけられている。逆に自殺を抑制する報道効果はパパゲーノ効果と呼ばれる。
- 日本では例えば、1986年（昭和61年）4月8日にアイドル歌手の岡田有希子が18歳で自殺すると30余名の青少年が自殺し、「そのほとんどが、岡田と同様に高所から飛び降りて自殺した」[204]。「この影響はほぼ1年続き、1986年はその前後の年に比べて、青少年の自殺が3割増加」[204]した。
- またX JAPANのhideが自殺した（後に事故死の説も浮上する）月はその周辺の月に比べ、2倍程度自殺率が高い[176]。（1998年は自殺者が急増した年であり、その大半が中高年、男性であった）。
- 別個の問題として、2000年頃の日本における、練炭を燃やしての一酸化炭素中毒による自殺騒動や、2007年前後の日本での硫化水素騒動のように、報道番組が新たな自殺方法をセンセーショナルに取り上げることで、その自殺方法が喧伝（けんでん）されてしまう場合もある[205][206][207][208][209][210][211][212][213][214][215]。

自殺報道にはこうした負の影響があるため、世界保健機関（WHO）は『自殺報道ガイドライン』（2000年）において「写真や遺書を公表しないこと」「自殺の詳しい内容や方法を報道しないこと」「自殺に代わる手段（Alternative）を強調すること」「ヘルプラインや各地域の支援機関を紹介すること」などを勧告した。2011年、内閣府参与の清水康之は、日本における「自殺報道ガイドライン」の策定を提案した。2020年代、報道各社はおおむねガイドラインに沿った報道を行うようになったが、一部には「死因は確定されていない」として、タレントが自殺した自宅前からテレビ中継を行う事例も見られた。
報道方法を変えることにより、自殺数を減らすことに成功した例として、1984年から1987年にかけてオーストリアの首都ウィーンでジャーナリストが報道方法を変えたことで、地下鉄での自殺や類似の自殺が80%以上減少し、自殺率を減らす効果があったといわれる。
フィンランドでは、自殺の報道方法変更を含む諸対策により、自殺率の減少を達成している。
Twitterでは自主的な対応として「自殺」と検索すると最上位に東京自殺防止センターなど厚生労働省が委託する団体へ誘導するリンクが表示される。

### その他の要因
利他目的による自殺、自己犠牲による自殺
他人のために自分の命を断つ自己犠牲的な行為は利他的自殺として知られている。その一例は、高齢者が自分の人生を終えて地域の若い人々のためにより多くの食料を残すことである。一部のイヌイット文化において、自殺は尊敬、勇気、知恵の行為とみなされてきた。

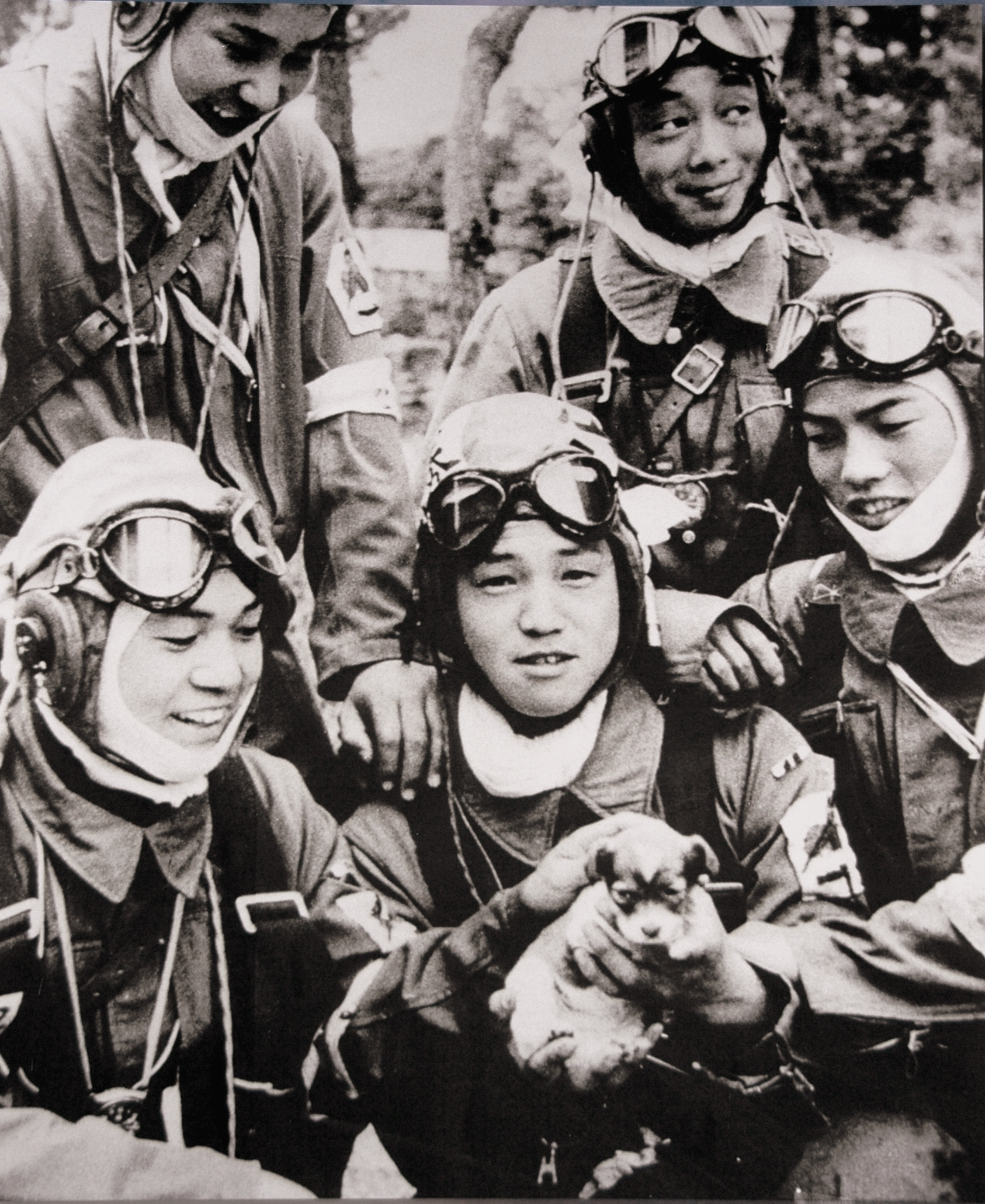
神風特別攻撃隊の一つである、日本陸軍第72振武隊の若いパイロットたち（出撃を控えた1945年5月の撮影）

自殺攻撃とは、攻撃を行う人が他人に対して暴力を振るうことで、自分の死を招くと理解している政治的、宗教的行為である。自爆テロ犯の中には、殉教者を手に入れたいという願望に駆り立てられたり、宗教的に動機づけられたりする者もいる。神風特攻隊は、より高い大義や道徳的義務に対する義務として行われた。殺人-自殺とは、1週間以内にその行為を行った人が自殺する殺人行為である。

安楽死
安楽死と自殺幇助は、多くの国で、生活の質が良くなる可能性のない人々の間で受け入れられている行為である。そういったことをする人たちを支持するのは、「死ぬ権利」のための法的議論である。
生き続けることが耐えられないような状況では、自殺を逃避の手段として用いる人もいる。ナチス・ドイツが欧州各地に設置した強制収容所の収容者の中には、電化された柵に故意に触れて感電自殺した者もいることが知られている。

集団自殺
集団自殺は、メンバーがリーダーに自治権を放棄する社会的圧力の下で行われることが多い。大規模な、自殺は2人で（2人組で）行われることがあり、これはしばしば自殺協定と呼ばれ、例えば、ジョーンズタウンで行われた集団自殺が挙げられる（「人民寺院」も参照）。

誕生日
誕生日を迎える男性は自殺のリスクが高くなる可能性があることを明らかにした研究もある。

合理性の有無
自殺の中には一部に合理的なものもある、と考える人もいるが、自殺は決して合理的なものではないと考える人もいる。
進化的な観点から自殺を考えると、自殺は包括的適応度を向上する可能性がある。自殺する人がそれ以後子供を持つことができない場合や、生存していることで親族からリソースを奪い取ってしまう場合に起こりうると考えられている。反対に、健康な青少年の死亡は包括的適応度を増加させない可能性が高い。現代とは非常に異なる祖先環境への適応は、今の環境では不適応である可能性がある。

## 各国の自殺

OECD各国の人口10万人あたり標準化自殺率

### アメリカ地域
アメリカ合衆国（米国）

アメリカ疾病予防管理センター（CDC）によれば、米国では自殺は2010年の死因トップ10に入り、年間38,364人、一日平均で105人が自殺しており、その医療・労働損失コストは346億米ドルになると推定されている。米国の18歳以上の成人について、2008 - 2009年の間、830万人（人口の3.7 %）が自殺を考え、220万人（人口の1.0 %）が自殺計画を立て、100万人（人口の0.5 %）が自殺を試みている。自殺念慮者の25人のうち1人は自殺を完遂する。
全国暴力死亡報告システムによれば、2009年では33.3 %のケースでアルコール、23 %のケースで抗うつ薬、20.8 %でオピオイドが検出されている。10代では、小火器（拳銃など）による自殺が全体の49 %を占めている。銃による自殺が多い理由には、その致死率の高さと手軽さが挙げられる。詳しくは#銃による自殺を参照。
アメリカでは一部の州で自殺幇助が合法化されている。このため、終末期ではない病人や、精神障害者が自殺を望む場合、医師は治療する方向ではなく致死薬を処方する場合があるとされる。抗がん剤治療の公的保険給付は認められないが、自殺幇助なら給付を認める事例もあるとされる。
アメリカでは退役した軍人が毎日18人前後自殺している。男性の元兵士の自殺率はアメリカ成人男性の率の2倍、女性の場合は平均の3倍となっている。平均のアメリカには伝統的に軍での厳しい訓練が自殺を抑制するとの考えがある。しかし、退役軍人省の研究によれば「軍事訓練にはもはや十分な自殺防止効果がないのかもしれない。ただしそれを裏付けるデータはない」としている。アメリカ軍では、2005年以来、自殺率が増加している。戦闘経験や戦場への派兵が原因ともされているが、2001年から08年の間に自殺した83人の質問票データを分析した結果では、自殺リスクの増加と、戦闘経験や戦場への派兵回数・累積日数には関連性は無いとされる。
アメリカ軍人の自殺にマラリア予防薬メフロキンの関与が示唆され、2008年以降に段階的な使用量の削減が図られ、2013年に禁止された。その後、自殺率は減少していない。
2016年4月22日に発表されたアメリカ疾病予防管理センターの調査では、1999年から2014年まで、米国の自殺率が24 %増加している。このうち、特に10 - 14歳の少女について上昇が顕著で、3倍に増えている。児童精神医学の専門家は、ネットいじめの影響の可能性を指摘している。
以後もアメリカの自殺率は増加傾向にあり、アメリカ疾病予防管理センターが1999年から2016年にかけての10歳以上の自殺率について分析したところ、アメリカ全体では自殺率は25 %増加しているという。州によって増加幅には開きがあり、この中で、唯一ネバダ州は1 %ながら減少したが、ネバダ州はもともと10万人あたり21 - 23人と高い自殺率の地域である。2016年時点でアメリカで最も自殺率が高いのはモンタナ州で、10万人当たりの自殺者の数は約29人である。一方、最も自殺率が少ないのは首都ワシントンD.C.で、10万人当たりの自殺者の数は約7人である。2016年のアメリカ全体での自殺率は10万人当たり15人である。
2019年9月、アメリカ海軍の空母ジョージ・H・W・ブッシュでは、一週間のうちに、乗組員の兵士3人が連続して自殺する事件が発生した。アメリカ海軍では、2016年以降、自殺が急増しており、2006年に比べて2倍となっている。アメリカ国防総省によれば、米軍全体の自殺率は、2019年時点で、年間に10万人当たり20.1人の割合となっている。
ただし、アメリカにおいての自殺者の数は、過小報告されている可能性がある。アメリカでは自殺は不名誉な死であるため、検視や医療関係者は、自殺と報告した場合の遺族の感情や、社会的な立場を慮り、自殺と断定しない傾向が指摘されている。

カナダ

カナダは、国家規模での自殺防止政策が存在しない数少ない国の一つである。特に先住民のイヌイットなどの自殺率は非常に高い。イヌイットの自殺率は、2001年の保健省調査によると、10万人あたり135人で、カナダ全体の10万人あたり12人の11倍を超えた。また、イヌイットの自殺で目立つのは若者の自殺であり、自殺者の83 %は30歳未満である。
2016年4月9日には、1日だけで11人の先住民が自殺を図るという事件が起こった。

### ヨーロッパ地域
イギリス

17-18世紀のイギリスは自殺大国として知られ、自殺はイギリス病とも呼ばれた。イギリスではかつて自殺は犯罪とされ、自殺未遂者は処罰され投獄されていたが、1961年の自殺法の成立によって自殺は犯罪ではなくなった。
ニキビ治療薬のイソトレチノインを使用中に自殺が多発したことで問題となった。主に10 - 20代がニキビ治療薬を使用すると考えられ、自殺者のほとんどが若者であったとみられる。
他のニキビ治療薬を使用中の自殺は目立っていないことから、原因不明の自殺として知られている。現在も原因解明に向けての活動がある。

スイス
スイスは自殺が多い国として知られていたが、近年は減少傾向にあり、1991年から2011年までの間に、スイスの自殺率は10万人に20.7人から11.2人まで減少している。かつてはタブー視されていた精神病の存在が徐々に認められ、患者が助けを求めやすくなったことが背景にあるという。スイスでは、人生のある時点で自殺を企てる人は10人に1人。また、5割の人が死ぬことを考えたことがあるとされる。また、スイスでは、自殺幇助が認められており、幇助者に直接の利益がない場合は自殺幇助は犯罪とされない。スイスの自殺の5件に1件は、幇助者の協力によるものとされる。
自殺幇助が合法となっているため、例えば末期患者が自殺を望めば、病院の医師は自殺のために協力する。このため、スイスを訪れる末期患者の外国人が年々増加しており、社会問題となっている。自殺幇助はスイスで圧倒的な支持を得ており、国民投票でその是非が問われた時でも、自殺幇助禁止には85 %、自殺旅行禁止には78 %が反対票を投じ、いずれも否決された。スイスには、自殺幇助を専門に扱う非営利の団体が存在している。外国人も積極的に受け入れるディグニタスや、スイス永住者に限定するエグジットなどが存在する。近年、彼らを利用する顧客は増加傾向にある。
スイスは銃社会であり、自殺にも銃を用いる傾向にある。その割合はヨーロッパ最高であり、自殺者の24 %から28 %が銃で自殺している。また、女性より男性が銃による自殺を選択する傾向があり、銃による自殺者の95 %は男性となっている。スイスでは、国による自殺を予防するプログラムは存在しないが、州による自殺予防プログラムがある。
歴史的な数値としては、エミール・デュルケームによる1897年の著作『自殺論』では、スイスの州別自殺率について触れられており、カトリック系ドイツ人の州の自殺率は87/100万、カトリック系フランス人の州の自殺率は83/100万、プロテスタント系ドイツ人の州の自殺率は293/100万、プロテスタント系フランス人の州の自殺率は456/100万と、地域別に見て大きな開きがあった。

フランス

フランスはヨーロッパで最も自殺率の高い国の一つであり、G8中でも、ロシアや日本に次いで自殺率が高い国である。自殺の方法として最も多いのは首吊りであり、猟銃での自殺や、飛び降り自殺、列車に飛び込むといった手法も使われる。2009年以降、経済悪化を背景に、フランスの自殺者は増加傾向にある。
仕事のストレスによる自殺もある。フランスでは2000年から一週間に35時間以上の労働を基本的に禁じる週35時間労働制が施行されている。そのため、一般の労働者に過労死などは基本的に起こりえないとされる。しかし、こうして減らされた労働時間を取り戻すために、企業は労働者に更なる結果を求める傾向にあるため、労働者にはストレスが掛かり、多くの暴力事件や自殺者を生み出しているとの指摘がある。フランステレコム（現：Orange）では、2008年2月から2009年9月の約1年半の間に、35人もの自殺が発生し、社会問題となった。職場で自殺をしたり、仕事が原因で自殺するとの遺書を遺したケースもある。この一連の自殺では、1週間の間に5人が立て続けに自殺したこともある。Orangeでは2014年になっても自殺が収まっておらず、2014年1月から3月までの3か月間で10人の従業員が自殺しており、一連の自殺では「コールセンターに回された後、橋から飛び降りた」「会議で担当業務がなくなると知った技術者がその場で自殺を図った」といった事例が報告されている。

ベルギー
ベルギーは、フランスなどと同様に、ヨーロッパで最も自殺率の高い国の1つであり、特にオランダ語圏のフランドル地方はヨーロッパで最も自殺が多く、10人に1人が自殺しようと思ったことがあるという調査もある。自殺の理由は、親とのコミュニケーション、学校の成績、いじめ、恋愛、喧嘩などである。

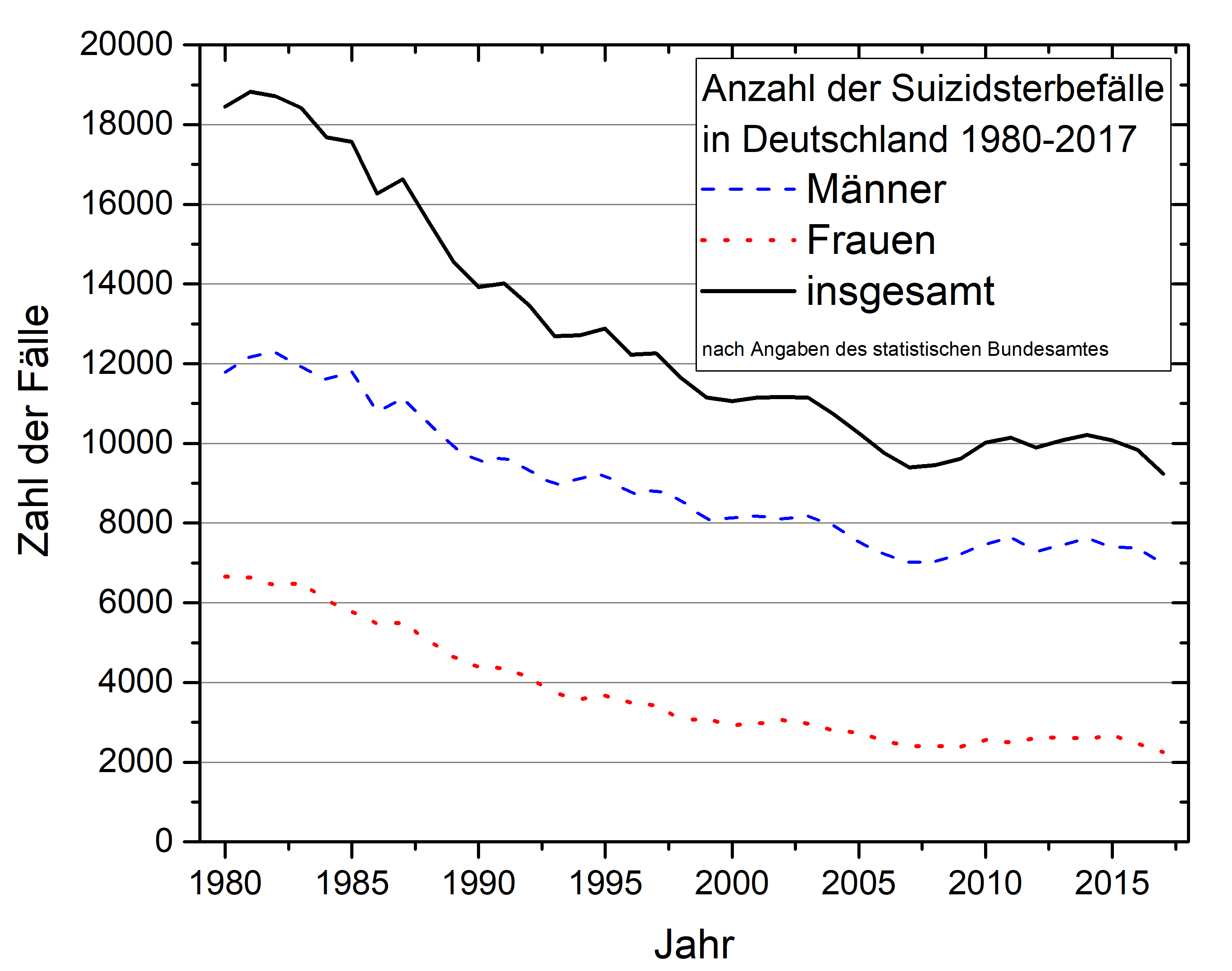
ドイツの自殺数の推移。1980 - 2017年

ドイツ

ドイツにおける自殺者の推移は右のグラフのとおり。

フィンランド
フィンランドは自殺大国として有名であり、1990年には国民10万人のうち30人が自殺しており、1991年には10代の自殺率が世界1位を記録している。その後、自殺率は大幅に減少して、2007年には10万人のうち18人となっている。自殺が減少した要因として、うつ病治療の改善などに取り組んだ結果とも言われるが、フィンランド国立公衆衛生研究所でも、詳しい理由は不明としている。また、若い男性の自殺率は依然として高く、20歳から34歳の男性における死亡原因は自殺がトップとなっている。フィンランドの自殺率の急激な減少は、高い自殺率に悩む日本でも注目されており、日本の内閣府などもフィンランドの取り組みを研究している。

ロシア
ロシアは、世界で最も自殺率の高い国である。1990年には、10万人あたり26.5人だった自殺者は、1995年には41.5人に急増している。ロシアの自殺者の増大は、男性の平均寿命を押し下げている要因の一つとなっている。本来であれば、医療技術の進歩や栄養・公衆衛生の改善によって上昇していくはずの平均寿命だが、ロシアでは経済が発展しているにもかかわらず、1965 - 1966年平均の69.5歳をピークに寿命の低下が進行しており、1990年に69.2歳、2000年に65.36歳、そして2002年には64.8歳となった。この平均寿命の低下と、少子高齢化の進行により、ロシアは急激に人口が減少している。ただ、近年は自殺率が低下傾向にあり、2012年の統計では、人口10万人あたり、自殺者は20人ほどとなっている。

### アジア地域

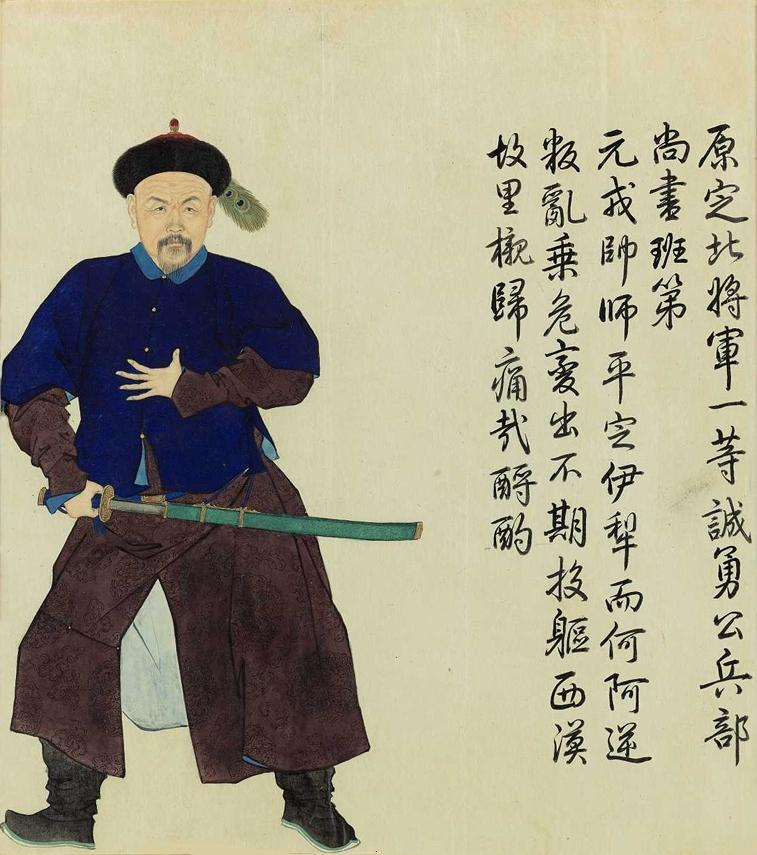
清朝の役人・班第の殉死を描いた画

中華人民共和国

中華人民共和国（人口13億人）における自殺者数は、2003年は年間約25万人強、2005年は約29万人（うち女性は約15万人）となっている。特に、15 - 34歳の若年層を中心とした年代では、自殺は死因のトップとなっている。都市と比べ貧しい農村部では自殺率が3倍ほど高くなる、男女別では、女性の方が若干多く（「国の自殺率順リスト」参照）、日本を含む他のほとんどの国では男性の自殺者の方が多いのと対照的である。自殺の要因については、ドメスティックバイオレンス（女性）、夫の不倫（女性）、「生活や就職」などが挙げられる。
また、チベット問題に揺れるチベット自治区では、漢族によるチベット人への弾圧や虐殺に抗議するため、焼身自殺を行うチベット人が後を絶たない。
また、中国広東省広州市は、2008年6月に多発する自殺ショーと呼ばれるパフォーマンスの取り締まり強化を行った。自殺ショーとは、自殺すると見せかけ高層ビルの屋上などで「自殺する」と騒ぎ立て、未払い賃金支払いなどを訴え、見返りとして未払い金の支払いを要求をするというもの。自殺ショーが行われるたびに、警察車両や救急車両が出動し、交通渋滞などの原因にもなっていた。そこで市政府は自殺ショーを迷惑行為と位置づけ、ショーを数回にわたり実施した者に対する罰則を規定した。

大韓民国

韓国でも他のほとんどの国と同様、男性のほうが女性よりも2.5倍程度自殺しやすいものの、男女比は日本よりも若干低く、20代では男性より女性の方が自殺者数が多いとの報告がある。日本と同様に近年自殺者数が急増しており、ここ数年は日本よりもはるかに高率となっている。なお、2009年以降はOECD諸国最高値となっている。韓国の場合、高齢者に自殺が偏っており、60歳以上の自殺率は、2009年は10万人あたり68.25人、2010年は69.27人と極めて高く、その背景には高齢者の生活不安が解消されていないことにあると考えられている。
『東亜日報』が、韓国の小学校4、5、6年生に調査したところ、2割が「自殺したいと思ったことがある」と回答するなど、韓国人は幼少時から激しい不安感を感じているとされる。
2000年以降、韓国では自殺率が徐々に上昇し、リーマン・ショック後の2009年には10万人あたり自殺者数が33.8人という値を記録した。その後、2013年以降、韓国の自殺率は減少傾向にある。2017年の自殺者数は1万2463人となっており、自殺率は、10万人あたり23人となっている。これは前年の2016年から629人（4.8 %）減少した値である。しかし、2018年の自殺率は、再び上昇に転じ、10万人あたり26.6人となった。
2019年も自殺率は上昇して10万人あたり26.9人となった。2020年は3年ぶりに自殺率が減少し、10万人あたり25.7人となった。2020年基準では、自殺率が最も高い自治体は忠清南道で10万人あたり27.9人。最も低い自治体は世宗市で、10万人あたり18.3人となっている。

### その他地域
ニュージーランド
ニュージーランドでは、保健省の発表によれば、1983年 - 2003年の間に自殺者数が減少する一方で、自殺未遂者が増加しているという（自殺では男性の割合が多いのに対して、自殺未遂での入院では女性の割合が多い）。1980年代から自殺者が増加しだしており、2003年では10万人あたり11.5人となっている。特徴的な点として、若者の自殺が多く、年代別では25 - 44歳の自殺死亡率が最も多くなっている。ニュージーランドの若者の自殺は、OECDの中でも高い部類になる。また、民族別では先住民のマオリの自殺率が、ヨーロッパ系やアジア系に比べても最も多い。マオリもまた、若者の自殺が多い傾向にある。

イスラム諸国
本来のイスラム教では、自殺も殺人も禁じられている。かつ、統計学的にみてもイスラム諸国における自殺率は国際的にみて著しく低い傾向がみられる。現代のイスラム世界においても、自殺を行って死んだ者は地獄に落ちると強く信じられる傾向があり、かつ自殺者に対する社会的な偏見も強いということが原因として考えられる。しかし一方で、聖戦（ジハード）の犠牲者は天国へ行くという概念があり、自殺を伴う攻撃が正当化されることがある。そのためなんらかの事情で困窮した若者が、過激派の自爆テロ要員としてスカウトされやすいとされる。ただし、穏健派は民間人を巻き込むようなテロはジハードに当たらないと一般的に考えている。

### 日本

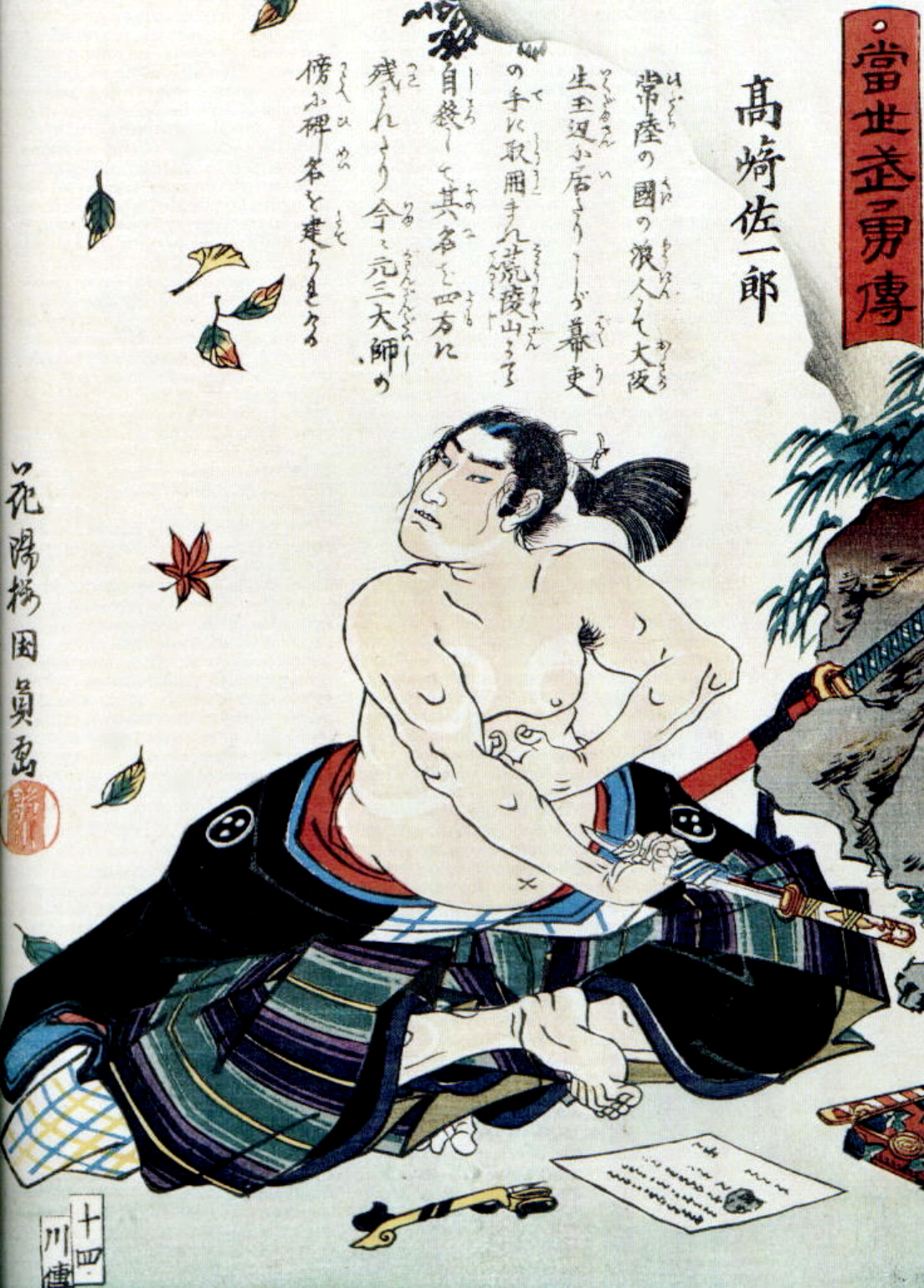
切腹を演じようとする侍を描いた浮世絵、嘉永年代。

2016年（平成28年）現在、日本における自殺者数は世界各国と比べて大きい値であり、10万人あたりの自殺者は、ベルギー（15.9人）に次いで、日本は15.2人であり、同じ年のデータがある27カ国中5位と高い位置にあった。OECDは、「日本の精神医療制度はOECD諸国の中で、精神病床の多さと自殺率の高さなど悪い意味で突出している」、また日本はうつ病関連自殺により25.4億ドルの経済的損失をまねいていると報告している。1990年（平成2年）時点では、日本の自殺率はフランス、ドイツより低かったが、バブル崩壊以降急激に上昇した。特に1997年（平成9年）には年間自殺者数が2万人台前半であったのが、1998年（平成10年）には一気に3万人を突破して急増した。この動向はアジア通貨危機によって大きく経済が打撃を受けた韓国でもみられる。
1978年（昭和53年）から1997年（平成9年）までの約20年間の年間の自殺数の平均はおおよそ2万5千人台であったが、1998年（平成10年）には3万2千人にまで上昇し 、この時期はすべての年齢層で上昇していたが、とりわけ中高年男性が高いとWHOは報告した。
2006年（平成18年）には自殺対策基本法が制定、2007年（平成19年）には自殺総合対策大綱が制定された。その後、自殺率は2009年（平成21年）からは徐々に減少し、2010年（平成22年）には3万人以下、2012年（平成24年）の総自殺者数は27,858人に減少した。中年および老年の自殺率は減少しているが、一方で若年者の自殺率については上昇を続けているため、WHOは新たにターゲットを設定しなおした介入政策が必要だとしている。そのため2012年（平成24年）には、自殺総合対策大綱について、若年層と過去に自殺試行した者についての支援を強化する方向に改定された。
2018年（平成30年）の自殺者は20,840人であり、37年ぶりに21,000人を切った。2017年（平成29年）に比べて約2.3 %減り、2009年（平成21年）より9年連続で減少している。男性は14,290人、女性は6,550人であり、女性は1978年（昭和53年）以降、2017年（平成29年）の6,495人に次いで低かった。
都道府県別で見ると、2018年（平成30年）において最も自殺率が低いのは神奈川県であり、10万人当たりの自殺者は12.4人である。一方、最も自殺率が高いのは山梨県であり、10万人当たりの自殺者は24.8人である。また、ほとんどの都道府県で40歳から60歳の自殺者数が突出している傾向にあるが、東京都や神奈川県、埼玉県、千葉県などの首都圏、愛知県や福岡県などの地方都市において、20代の自殺者数が多い傾向にある。若者の転入と転出の違いであるという意見もあるが、同じく都市圏である大阪府ではこの傾向は見られない。また、愛媛県や山梨県などの若者の流出が激しい県においても、同様の傾向が見られる。
日本における自殺の動機の3人に2人は心身の健康問題で、借金などの生活苦と家庭問題はそれぞれ5人に1人であることが2018年（平成30年）中の厚生労働省と警察庁の分析により判明した。具体的にはうつ病など健康問題が10,423人（67.0 %）、生活苦、借金などの経済・生活問題が3,432人（22.1 %）、家族内の不和など家庭問題が3,147人（20.2 %）であった。2017年（平成29年）度もほぼ同様の傾向であった。
日本の自殺率は1998年以降急激に悪化し、2003年が3万4427人と過去最悪の一年間の自殺数であった。2010年代以降改善傾向に入り、2019年には1万9959人まで減少した（1978年頃の水準に戻った）が。一時的な話だが新型コロナウイルス感染症流行の影響が現れ始めた2020年4月時点の自殺者数は前年度同月より20 %減少した。家族など同居する人が外出せず家にいる（普段、外で働くのに忙しく家族をほったらかしにしていた人々が家にいつづけ、家族とすごす時間が増えた）、職場や学校に行く機会が減り悩むことが少なかった、などのことが要因とみられている。
新型コロナ感染対策による影響の中で再び悪化に転じ、自殺者が3200人増加したと東京大学のグループが翌2021年7月時点で計算した。COVID-19の影響で失業する人々が増えているのも影響しており、今後もこの影響により引き続き自殺者が増加することが予測されている。

## 自殺の歴史

### 古代
自殺の歴史は古く、紀元前の壁画などにもその絵や記述が残されている。古代ギリシャの詩人サッポーは入水して死亡したという説がある。アリストテレスは、自殺は社会に対する不正行為であり、国家は自殺者の名誉を貶める埋葬を行うことで自殺者を処罰する権利を持つと主張した。一方、不自由に生きることを悪とするセネカなどストア派の哲学者たちは、熟慮の結果十分な理由を持って行われる自殺は人間の自由であるとして自殺の権利を主張した。
- サッポー
- 『ディードーの死』
（1711年作品）
- クレオパトラの死を描いた絵画

賜死
重大な犯罪を起こして死刑を免れない状況に陥った貴人が、公衆の前で処刑されるという屈辱を免じてその名誉を重んじさせる意味で、賜死として自殺を強要されることがあった。律令制国家における皇族や高位者が死刑判決を受けた場合に、自宅での自殺をもって代替にするのを許したことや、戦国時代から江戸時代初期にかけての日本における武士階級に対する切腹処分などがこれにあたる。洋の東西を問わずみられる現象であり、セネカなどが知られる。諸説あるが、荀彧も主君曹操に死を強要されたとの説がある。

### キリスト教
キリスト教においては基本的に、自殺は重大な罪だとされるが、キリスト教で自殺に対する否定的道徳評価が始まったのは、4世紀の聖アウグスティヌスの時代とされる。当時は殉教者が多数にのぼり、信者の死を止めるために何らかの手を打たねばならなくなっていた。また10人に1人死ぬ者を定めるという「デシメーション」と呼ばれる習慣のあったことをアウグスティヌスは問題にした。アウグスティヌスは『神の国』第1巻第16 - 28章において、自殺を肯定しない見解、自殺を罪と見なす見解を示した。神に身を捧げた女性が捕虜となって囚われの間に恥辱を被ったとしても、この恥辱を理由に自殺してはいけない、とした。またキリスト教徒には自殺の権利は認められていない、と述べた。「自らの命を奪う自殺者というのは、一人の人間を殺したことになる」とし、また旧約聖書のモーゼの十戒に「汝、殺すなかれ」と書かれている、と指摘し、自殺という行為は結局、神に背く罪だ、とした。アウグスティヌスは「真に気高い心はあらゆる苦しみに耐えるものである。苦しみからの逃避は弱さを認めること」「自殺者は極悪人として死ぬ。なぜなら自殺者は、誘惑の恐怖ばかりか、罪の赦しの可能性からも逃げてしまうからだ」と理由を述べた。
693年には第十六回トレド会議において自殺者を破門するという宣言がなされ、のちに聖トマス・アクィナスが自殺を生と死を司る神の権限を侵す罪であると述べるに至って、すでに広まっていた罪の観念はほぼ動かしがたいものになり、自殺者の遺族が処罰されていた時代や、自殺者は教会の墓地に埋葬することも許されなかった時代もある。
ダンテの叙事詩『神曲』においては、自殺は「自己に対する暴力」とされており、地獄篇の第13歌には醜悪な樹木と化した自殺者が怪鳥ハルピュイアに葉を啄ばまれ苦しむという記述がある。
啓蒙主義の時代になるとアウグスティヌスのテーゼは聖書からの直接の引用ではなく、神が直接自殺を断罪した記述もないことから、彼独自の解釈であるという批判や、殺される人の意志に反しない殺害である自殺を許容できない道徳の下で、死刑や戦争など他のあらゆる殺害を正当化することは説得力に欠けるという批判が加えられた。モンテーニュやヒュームは批判を警戒しつつ自殺を許容するエッセイを記しており、その後も自殺許容論は先鋭化していった。ドイツの哲学者ショーペンハウエルは『自殺について』のなかで、キリスト教の聖書の中に自殺を禁止している文言はなく、原理主義的にいえば、自殺を禁じているわけではないため、「不当に貶められた自殺者の名誉を回復するべきだ」とした。
クリスチャンで元牧師の八巻正治は自著の中で「静かに考えてみると即座にわかることですが、人間は自分の顔さえも直接に見ることができず、また自分の生死に自らが関与することができないほどの不安定な存在なのです。それゆえに自ら死を選ぶことによって安定を求めようとする人たちさえもいるのです。わが国にはそうした自殺者が年間二万人以上もいるのです。いかにももっともらしい理由をつけようとも、自殺は実に愚かで悲しむべき行為です。ですから、いかなることがあっても自分の存在を疑ったり、あるいは呪ったりしてはなりません。先に述べましたが、この自分を作られたお方が確かにいらっしゃるのです。」と指摘している（『同署』pp. 219）

### 日本における歴史

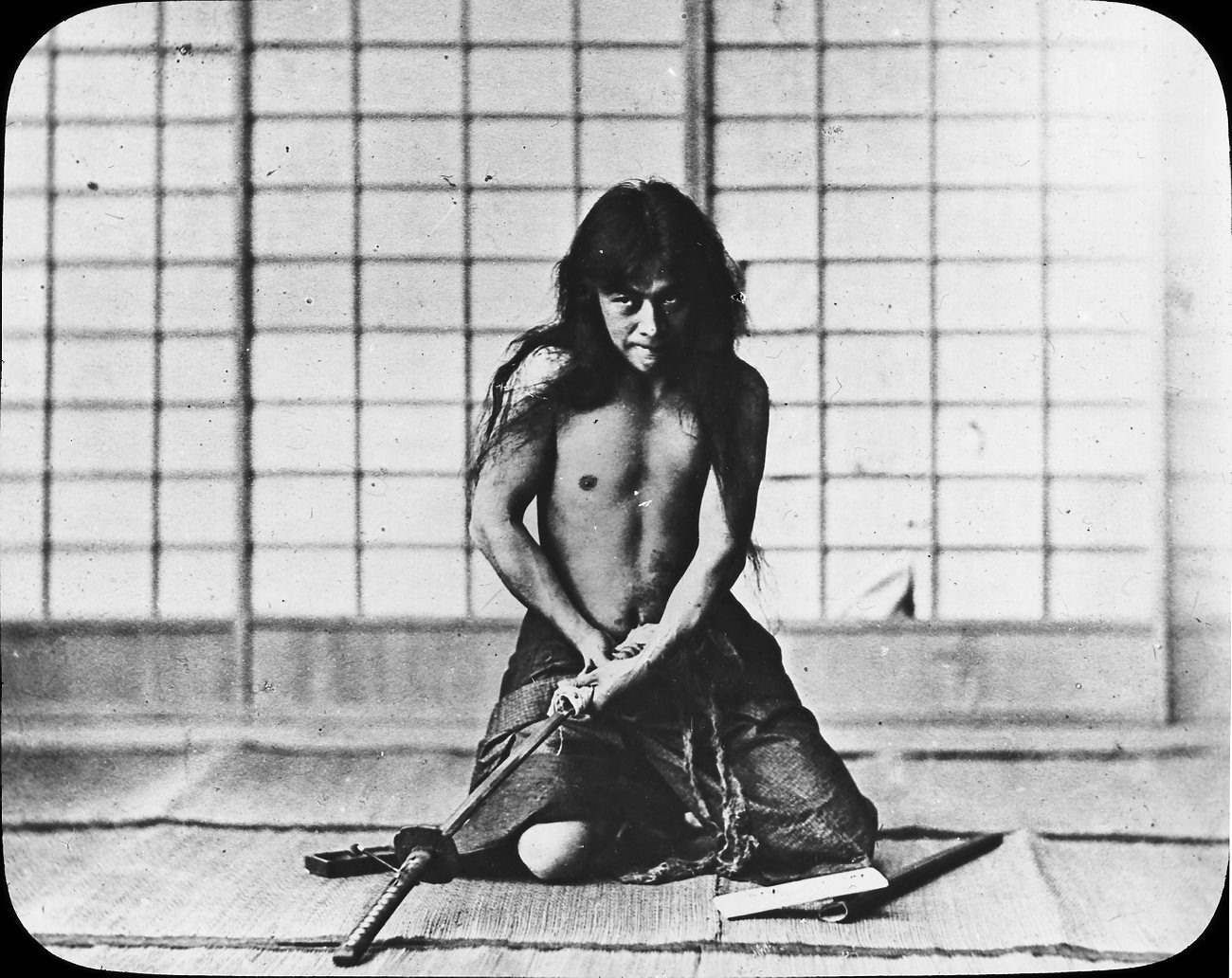
切腹

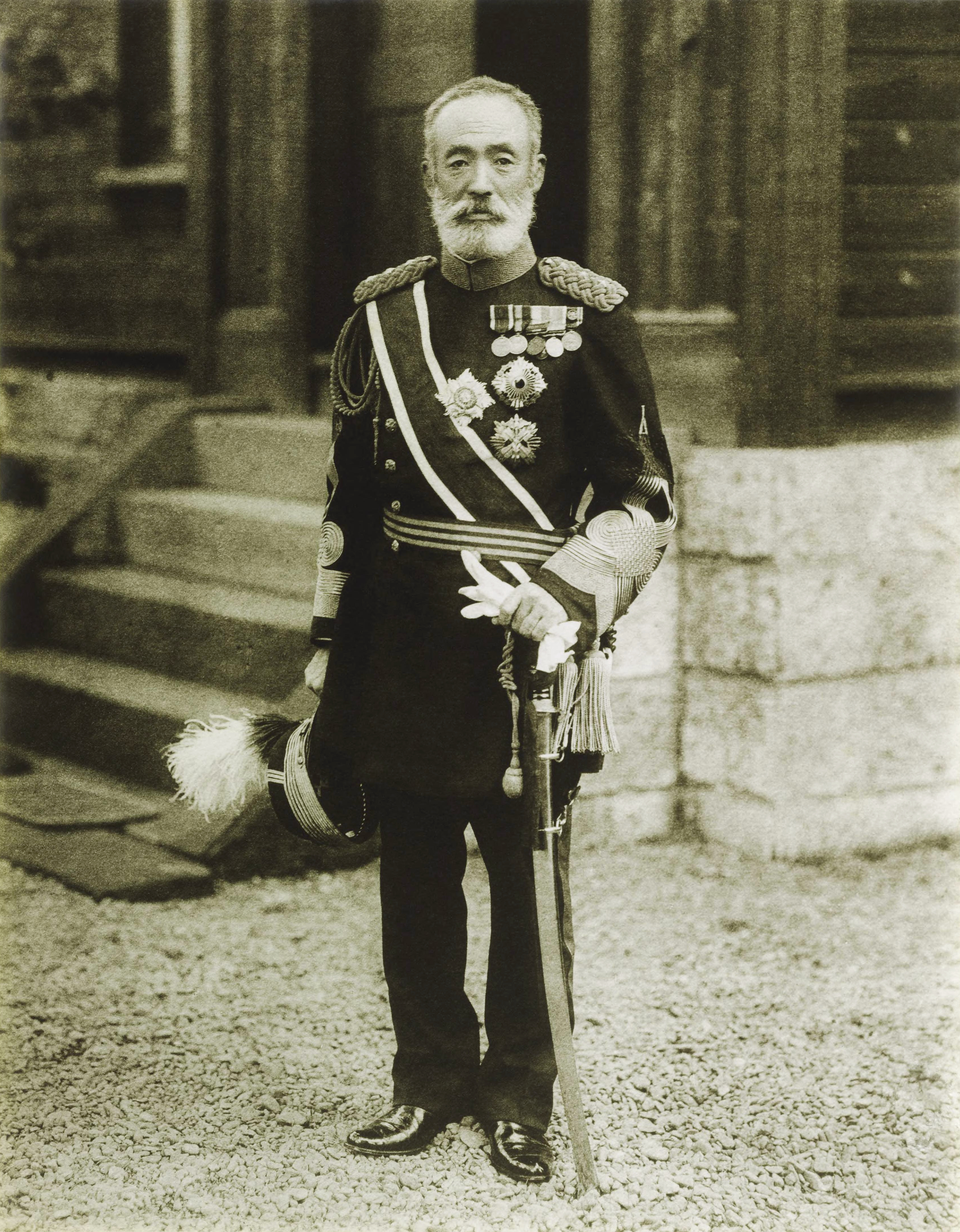
乃木希典

日本で最も古い自殺に関する伝承は、『古事記』のヤマトタケルの妃弟橘比売命（オトタチバナヒメノミコト）の伝承である。
中世には、弘安7年（1284年）あるいは延慶2年（1309年）、文保元年（1317年）が没年とされる足利尊氏の祖父足利家時が八幡大菩薩に三代後の子孫に天下を取らせよと祈願した置文を残して自害したという伝説が残るが（『難太平記』）、自害した事実を含め定かではない。戦国期には天文22年（1553年）に織田信長の傳役平手政秀が死をもって信長の行動をいさめたとされる事例などもある。
足利義輝など最後は戦闘の末、敵兵に討ち取られた人物が、義輝と付き合いのあった山科言継の日記「言継卿記」には、その最後が自殺となっているなど、改変されて記録されている者もいる。これも雑兵に討ち取られるよりは、自害の方が名誉ある死と考えられていたためである。これらは現在でも国語の教科書に掲載され、日本の武家文化の一つとして継承されている。
戦国大名であった伊達氏の分国法『塵芥集』には、恨みを持った者が自害した場合、理由を言い残しておけば、伊達家が仇討ちを代行する決まりがあり、命がけの訴えについて最大限尊重する慣習をもつところも存在した。
キリシタン
カトリック洗礼を受けていた細川ガラシャは、武士の妻としては自害すべきだったが、キリスト教徒としては自殺できず、家臣に胸を槍で突かせた。なお日本におけるキリシタンに対する迫害が強まった時代において、キリシタンに対して棄教するよう強烈な圧力がかけられていた際に、クリストヴァン・フェレイラのように幕府による拷問に耐えかねて棄教した者もいれば、最後の最後までキリスト教に対する信仰を放棄しないで殉教したキリシタンもいる。日本におけるカトリック教会は、ペトロ岐部など殉教したキリシタン187名を祝福し、2008年には長崎県営野球場において列福式が実施された。

江戸時代

鎌倉以来武士は江戸時代初期までは主君に死罪を自ら行う切腹を命じられても、従容として死につくのではなく、ある程度の抵抗を示した後に主君側に討ち取られる以外に選択肢がなくなってから自害することが「武士の意気地」とされた。ところが、江戸時代中期になると、従容として腹を切ることが「潔い」とされるようになる。これは家門の存続が個人の武名以上に重要な価値をもつようになったことが大きな要因となっているが、徳川の文治政治の進展とともに連座が緩和されたため、制裁が決まる前に単独で一命をもって責任を取れば、多くの場合において家門もしくは家族の存続は許されたからでもある。なお、女性の場合は切腹ではなく喉を短刀で突くのが武家における自害の作法とされた。
また、江戸時代には大坂や江戸を中心に心中が庶民の間に流行した。これは近松門左衛門の『曾根崎心中』を代表とする「心中もの」の芝居や浄瑠璃が評判を呼んだことによる影響と考えられている。この世を憂き世として忌避し、あの世で結ばれるとして男女が自殺に及んだ。これに対し、幕府は心中禁止令を出すとともに、心中死体や心中未遂者を3日間さらし者にした上で、未遂者は被差別階級に落とすという厳罰を実施している。

近代

近代においては明治天皇崩御のおりに殉死した乃木希典・静子夫妻が世論の称賛を浴びた。明治以降は日本の自殺率は1936年まで20人前後と緩やかな上昇傾向にあったが、戦争の影響で減少し戦前戦後を通じ最低レベルとなった。国家総動員法（1938年制定）下の時代情勢によるとされ、また詳細な統計を取っていられる状況ではなかったと考えられる。

戦後
その後、戦後の価値観の大きな転換や社会保障が整備されていなかったこともあり、高度成長が本格化するまでのあいだ（1950年代）日本の自殺率は1958年には10万人あたり25.7人と世界一となり、2007年の25.8人を記録するまで、過去最高の数値を記録していた。高度経済成長の時期は減少に転じた。1973年のオイルショックのころから再び増加したが、1980年代後半からのバブル経済期には減少した。バブル崩壊後の1990年代後半にスウェーデン、ドイツより低かった自殺率は急激に上昇し、OECDはその原因についてアジア通貨危機を挙げている。

### 戦争と自殺

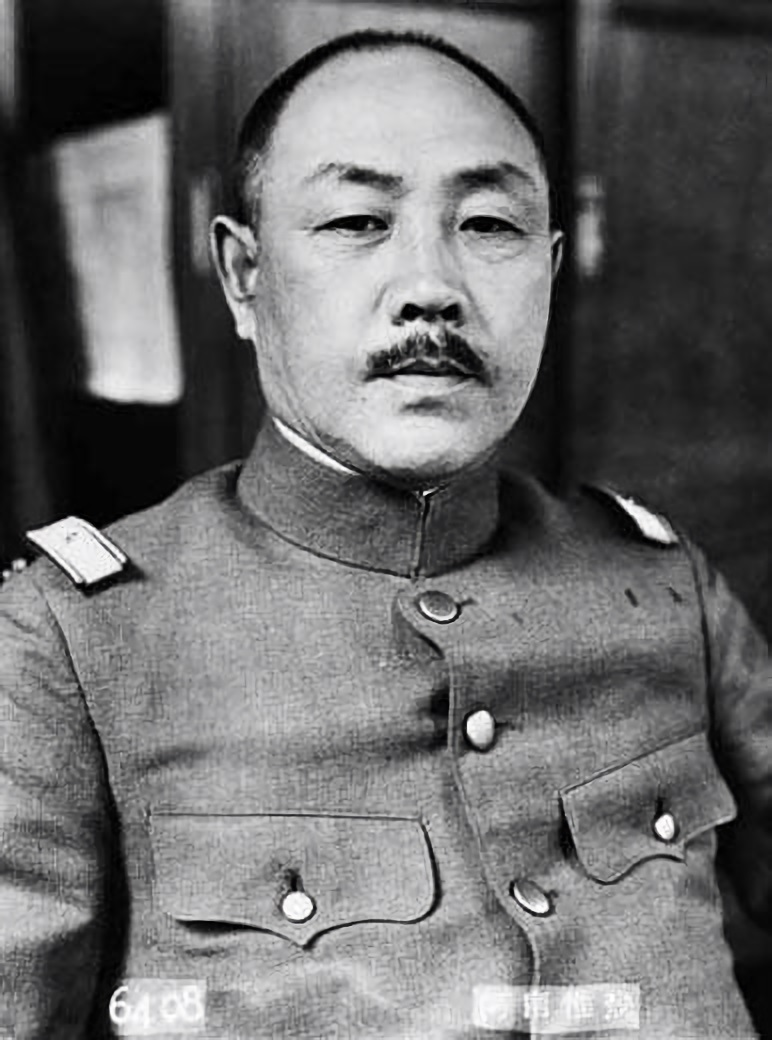
阿南惟幾

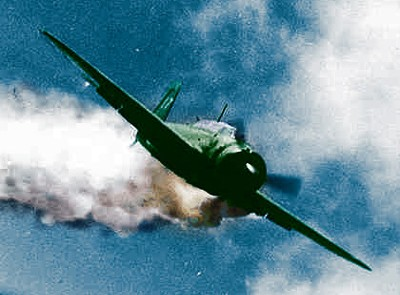
神風特別攻撃隊

中国
中国では、紀元前1100年ごろ殷王朝最後の帝である帝辛（紂王）が周の武王に敗れ、焼身自殺したと伝えられている。古代中国の軍人においては「自刎（ミズカラクビハネル）」と称される、刀剣などの刃物をもって頸動脈を切断する自殺手法があり、伍子胥、項羽、白起など名だたる軍人が用いており、現代でも中国人の自殺に用いられることがある。

エジプト
エジプトプトレマイオス朝最後の女王であるクレオパトラ7世はアクティウムの海戦に敗北した際に、オクタウィアヌスに屈することを拒み、コブラに自分の体を咬（か）ませて自殺したと伝えられている。

インド
略奪や奴隷化・レイプを防ぐために、女性の集団が焼身自殺するジョウハルという風習があるほか、勝ち目が無くなった敗残兵が死兵となり、sakaと呼ばれる自殺突撃する風習もある。

インドネシア
インドネシアではププタンとよばれる集団自決の風習があり、19世紀にオランダがバリ島に侵攻した際に、いくつかの王国で実施された。

日本

平安、鎌倉、戦国時代に至るまで、日本の武士には敵に討ち取られるよりは自害することをよしとする風潮があった。『平家物語』の登場人物には自殺で終わる者が多い。これらには、自らが討ち取られその武名が誰かによって落とされること、ことに格下の兵に功名の手柄とされることを恥としたからである。江戸時代中期の武士道の著書『葉隠』では「武士道と云ふは死ぬ事と見つけたり」という一文がある。
第一次世界大戦から第二次世界大戦にかけて軍国化した日本では、「生きて虜囚の辱めを受けず」の一文で有名な戦陣訓に象徴される、軍人は捕虜になることより潔い自決を名誉と考えられた。そのため、太平洋戦争では、前線の指揮官が無断撤退の責任を取るために自決を強いられることもあった。自決であれば、軍人軍属の場合は戦死扱いになり、不名誉でないとされた。名誉の自決をした軍人は新聞報道やラジオ放送、ニュース映画や大本営発表を通し市民の目や耳に入り、立派な最期を遂げた尊敬すべき偉人とされ賞賛された。また、陸海軍を問わず日本軍の航空部隊は、操縦者や機体が被弾し、帰還が不可能となった場合は「敵機・敵施設・敵地上軍・敵艦に突入し自爆」「背面宙返りで地上や海上に自爆」が常態であった。日本の戦線が後退する1943年以降は、撤退できないで孤立した部隊が自らの戦いを終わらせるため、しばしば「バンザイ突撃」と米兵が名付けたような決死的な肉弾攻撃を実行した。神風特別攻撃隊や対戦車肉弾攻撃のように作戦そのものが未帰還や自爆を前提としていたものもあり、これらを米軍は「自殺攻撃（Suicide Attack）」と名付けた。また、激戦地となった沖縄県や、満洲などの外地では、軍人のみならず多くの市民が集団自決に追い込まれた。
敗戦時や大戦最末期には、軍の上層部の人間から、この責任を取るため自決を選んだ人間が多く出た。他の敗戦国と比較し日本軍の自決者はあまりに多かったため、正確な集計はできていないが、日本戦友連盟や全国戦争犠牲者援護会などの関係団体が集計した結果は最低でも527人に上るという。最高位の自決者は陸軍大臣阿南惟幾陸軍大将陸軍大臣であり、陸軍大臣就任前の陸軍航空総監部兼航空本部長のときから「俺も最後には特攻隊員として敵艦に突入する覚悟だ」「富士山を目標として来攻する敵機群の横っ腹に向かって自ら最後には突入する」と周囲に公言もしており、終戦が決定すると「一死以て大罪を謝し奉る 昭和二十年八月十四日夜 陸軍大臣 阿南惟幾 花押 神州不滅を確信しつつ」との遺書を遺して、日本陸軍の罪を一身に背負って自決した。他にも多くの自決者がいたが、特に特攻関連の自決者が相次ぎ、神風特別攻撃隊の創設者大西瀧治郎中将は玉音放送の翌日の8月16日に「特攻隊の英霊に曰す」という遺書を遺して自決し、菊水作戦の最高指揮官であった第五航空艦隊司令長官宇垣纏中将も、玉音放送終了後8月15日夕刻、大分から「彗星四三型」11機で沖縄近海のアメリカ海軍艦隊に突入を図って戦死した。他にも陸軍航空本部長寺本熊市中将が「天皇陛下と多くの戦死者にお詫びし割腹自決す」と遺書を残して自決、他にも航空総軍兵器本部の小林巌大佐、練習機『白菊』特攻隊指揮官、高知海軍航空隊司令加藤秀吉大佐など58名の将官級を含む航空隊関係者が自決した。なかでも第4航空軍の参謀長として、フィリピンで特攻を指揮した隈部正美少将は、フィリピン戦後に更迭されて陸軍航空審査部総務部長という閑職にあったが、8月15日の夜に、母親、妻、19才と17才の2人の娘と最後の夕食を囲んだ後、家族5人で多摩川の川べりに赴き、隈部が自分の拳銃で全員を射殺した後、自分もその拳銃で自決した。特攻作戦への責任と、軍司令官富永恭次中将の補佐をできなかったことへの悔恨に基づく自決とされる。前海軍次官で終戦時軍事審議官だった井上成美大将は、あまりに多くの将官・高級士官が自殺をしたため「責任の地位にある者が自殺するのは、当人の自己の生涯は飾れ満足かも知れないが、これが自殺流行の風潮となり、誰も今後のことを顧みなくなるのは国家の大きな損失である」と憂いている。開戦時の総理大臣であった東條英機は、連合国軍最高司令官総司令部（GHQ）からA級戦犯容疑者として逮捕される直前に、拳銃を胸に撃ち込んで自殺をはかったが（東條英機自殺未遂事件）、知らせを受けたアメリカ軍の軍医が、医療用具と医療技官を満載した5台のものジープで駆けつけ救命治療を行い東條は九死に一生を得ている。
フランスのモーリス・パンゲは、日本の武士道などにみられる自死を名誉とする考えについて『自死の日本史』（筑摩書房）において論じた。評論家西部邁はこのパンゲの本について、「生きることには、何かしら裏切り、堕落、汚辱とかそういう本来拒否すべきものが濃厚に伴う。それが限界までくると、神にも仏にも頼らずに、自分の命を抹殺してしまうことで、汚いと自分の思っていることをしないですむ」「形而上学、この場合は宗教に頼らずに自分の生に伴う虚無感、価値あるものは何もありはしないという虚無感を吹き払うために、死んでみせることを選び、選んだことを一つの文化に仕立てたのは、世界広しといえども、世界史長しといえども、日本人だけである。そういう日本礼賛なのである」と説明した。

アメリカ
アメリカでは、第二次世界大戦で、重巡洋艦インディアナポリスの艦長チャールズ・B・マクベイ3世が、日本の伊58潜水艦にインディアナポリスを撃沈された責任を追及され、自殺に追い込まれている。
また、第47代海軍長官ジェームズ・フォレスタルは、第二次世界大戦の後に設立されたアメリカ空軍と、空母の運用をめぐって激化した対立により、神経が衰弱して辞職に追い込まれ、最終的に自殺している。
アフガニスタン紛争やイラク戦争を始め、海外の戦争に派兵されたアメリカ軍兵士の中には、自殺する者が出ている。アフガニスタンとイラクからの帰還兵だけでも自殺者は数千人にも上り、その数は戦闘中の死者数を上回るとの見方がある。

ドイツ
アドルフ・ヒトラー暗殺の一つ、7月20日事件では、失敗したクーデター側は、ヘニング・フォン・トレスコウ少将やギュンター・フォン・クルーゲ元帥、ルートヴィヒ・ベック上級大将など、クーデターに加担した多くの者が自殺を遂げている。また、実際に関与したかは未だに不明だが、エルヴィン・ロンメル元帥は、関与が疑われた結果、「反逆罪で裁判を受けるか名誉を守って自殺するか」の選択を迫られ、自殺を選んでいる。
第二次世界大戦におけるドイツの降伏は、アドルフ・ヒトラーの自殺がきっかけとなっている。同時期に、ヴィルヘルム・ブルクドルフ、ハンス・クレープス、ヨーゼフ・ゲッベルスなどが自殺している。ヘルマン・ゲーリングも、ニュルンベルク裁判中、処刑手段に銃殺刑（軍人として）を求めたが、容れられなかったため、絞首刑になる前に服毒自殺した。
ヴァルター・モーデルは連合軍に包囲された時、「ドイツの元帥は降伏しないものだ」と降伏を潔しとせず、自殺している。

### 宗教と自殺
ユダヤ教、#キリスト教、イスラームなどのアブラハムの宗教は、自殺は宗教的に禁止されている。欧米やイスラーム諸国では自殺は犯罪と考えられ、自殺者には葬式が行われないなどの社会的な制約が課せられていた。
- キリスト教においては伝統的に、自殺は基本的に罪と受け取られており、現在でもそうした見方が基本にある。細川ガラシャも、最期は家臣に首を打たせた。
- イスラームでは、自殺した者は地獄へ行くとされている。クルアーン『婦人章』第29・30節では「あなたがた自身を、殺し（たり害し）てはならない」と明確な禁止の啓示が下されており、さらに「もし敵意や悪意でこれをする者あれば、やがてわれは、かれらを業火に投げ込むであろう」と続けて、自殺が地獄へと通じる道であることを示している。現代のイスラム原理主義者による自爆テロについて多数派のイスラムの教義解釈では、敵の戦闘員に対しての自爆はジハードとして天国に行けるが、民間人に対しての自爆テロは自殺として永遠の滅びの刑罰が与えられるとされている。

バリ島ではププタンという集団自決の風習があり、オランダの侵攻に抗議して実施された。マヤ文明では、一般に死をつかさどる神「ア・プチ」のほかに絞首台の女神「イシュタム」がいて、自殺者の魂を死後の楽園へ導くとされた。
聖書
使徒行伝の中では、自殺を図った牢番をパウロが大声で制止し、後に改宗させる場面がある。

### 文学・芸術における自殺

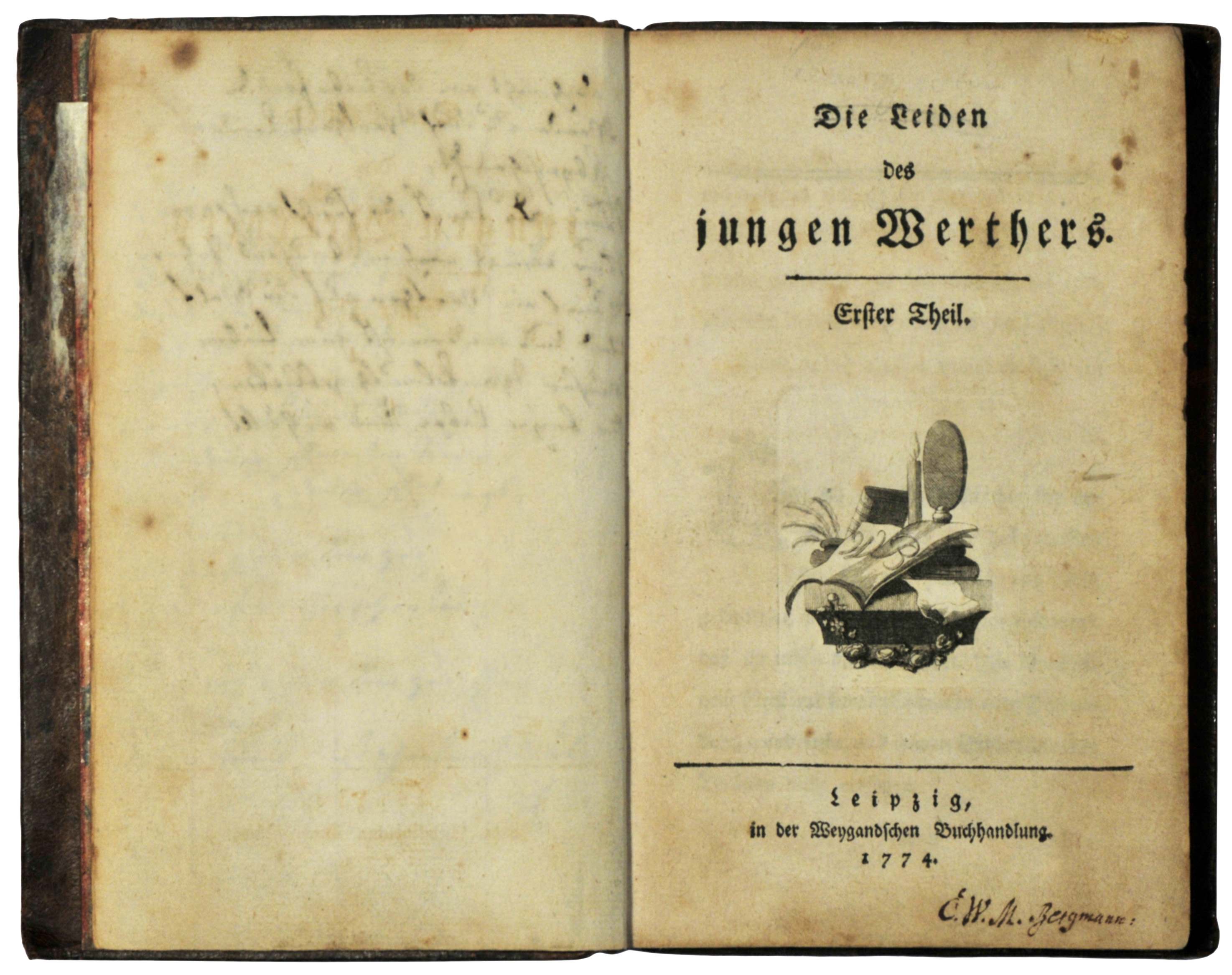
『若きウェルテルの悩み』初版

自殺は、文学における重要なテーマの一つであり、主人公の自殺に至る心理など、物語の終焉や筋の展開のなかで描かれることが少なくない。
ドイツの作家ゲーテの小説『若きウェルテルの悩み』が、自殺を主題とした作品として特に有名である。恋人との失恋に絶望し自殺した主人公を描き、その影響で模倣自殺する人が相次いだため、発禁処分に処するところも出た事例がある。このような模倣自殺の現象をウェルテル効果という。
日本文学では、夏目漱石の『こゝろ』、井上靖『しろばんば』、渡辺淳一『失楽園』などで自殺が描かれた。太宰治に至っては作品の題材としてのみならず実生活でも何度も自殺を企てた結果死亡している。

### 自殺の研究

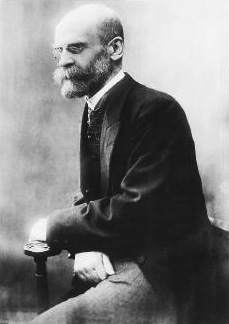
エミール・デュルケーム

自殺に関する文献は古くから数多く伝存しているが、19世紀中葉より西欧で当時増大をみせていた自殺に対して統計学的手法が適用された。
1879年にイタリアのモルセッリ著『自殺』では
1. ゲルマン型（変種としてドイツ人、スカンディナヴィア人、アングロサクソン人、フラマン人を含む）
2. ケルト－ローマ型（ベルギー人、フランス人、イタリア人、スペイン人）
3. スラヴ型
4. ウラル－アルタイ型（ハンガリー人、フィンランド人、ロシアの若干の地方）

といった人種的類型が設定され、性別や年齢、職業、信仰、居住特性、経済状況などの要因が自殺に影響していることが認められている。とはいえ、自殺を身体的、精神的病理の現れとする見方が支配的であった。
これに対してエミール・デュルケームは、1897年の『自殺論』において、モルセッリやワーグナーの研究成果を参照しながらも、精神病理や人種・遺伝、気候、模倣によっては自殺の現象が完全には説明できないことを統計的に明らかにし、「それぞれの社会は、ある一定数の自殺をひきおこす傾向をそなえている」として、社会ないし集団の条件と結びついて生じる自殺傾向を社会学の研究対象として位置づけた。つまり、一定範囲内の自殺の発生は「正常な」社会現象だというのである。デュルケームは、近代社会における（社会的紐帯の弱化による）「自己本位的自殺」、（欲望の際限なき拡大がもたらす苦痛による）「アノミー的自殺」の2タイプを定式化するとともに、伝統的社会における「集団本位的自殺」、極限状況における「宿命的自殺」を析出し、計4類型を設定した。
フロイトは長らく人間の心理の底にある生命衝動としては「生の欲動（リビドーまたはエロス）」によって快を受け苦痛を避ける快感原則で説明しようとしたが、晩年近くになりPTSDで苦痛なはずの体験を反復強迫している症例などから、それでは説明できない破壊衝動を見出し、後にそれを「死の欲動（デストルドーまたはタナトス）」と名付け、生を「生の欲動」と「死の欲動」との闘争、さらには愛憎混じった感情の転移であるなどの思索をした。これらの考えに批判も多いが、自殺者の心理剖検に対し一定の貢献があったと臨床の現場では受け止められることもある。
1960年代から1970年代にかけ、アメリカ合衆国のエドウィン・シュナイドマン、臨床心理学、精神分析、社会学の仲間たちと、本格的な自殺の臨床研究を重ね、1968年アメリカ自殺学会を設立。アメリカ国立衛生研究所(NIH)でベセスダ自殺予防センター所長を勤めた。

## 自殺の手法

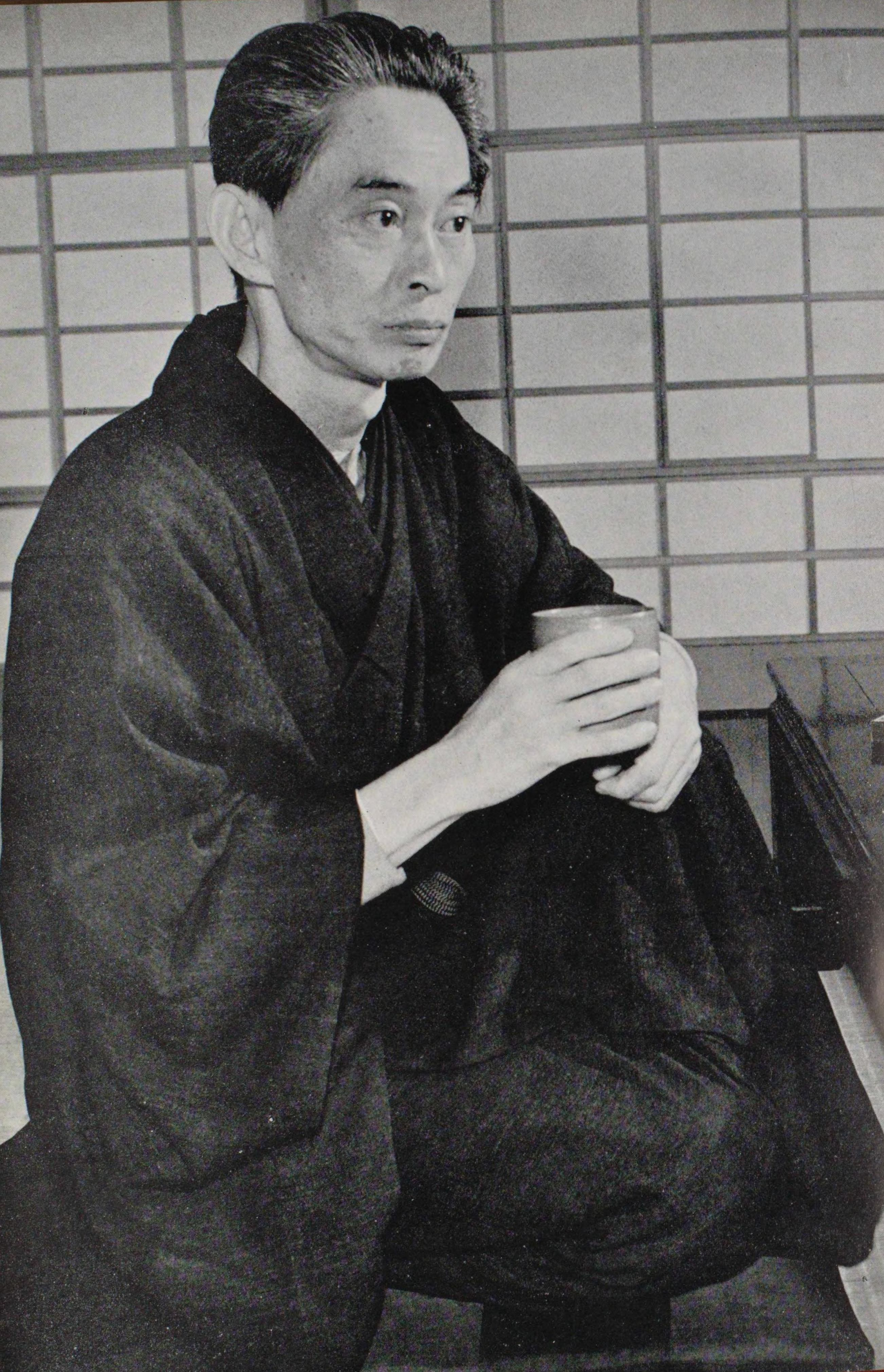
川端康成。ガス自殺した

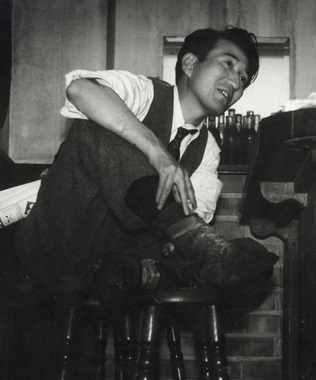
太宰治。入水自殺した

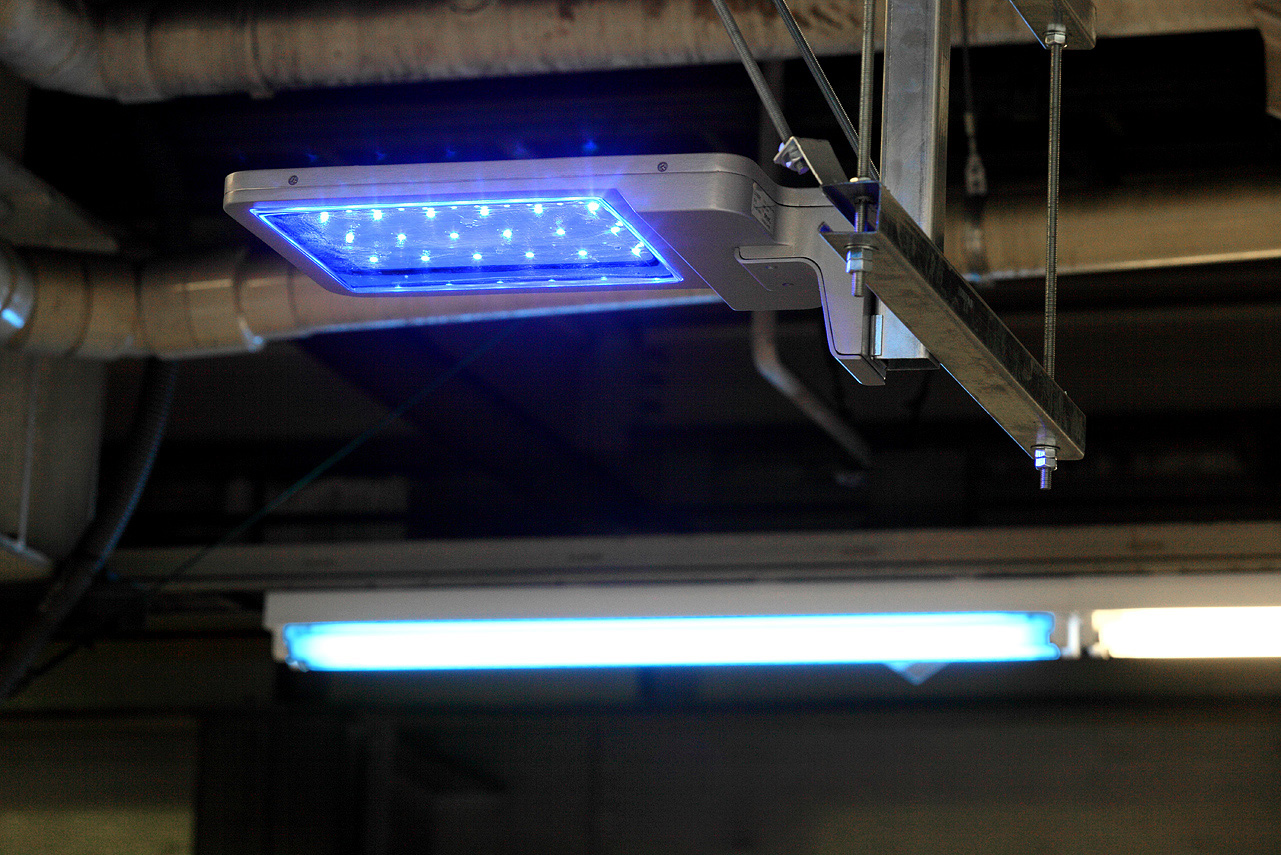
JR東日本がプラットホームに設置している青色光を放つ2種類（LED照明と蛍光灯）の自殺防止灯

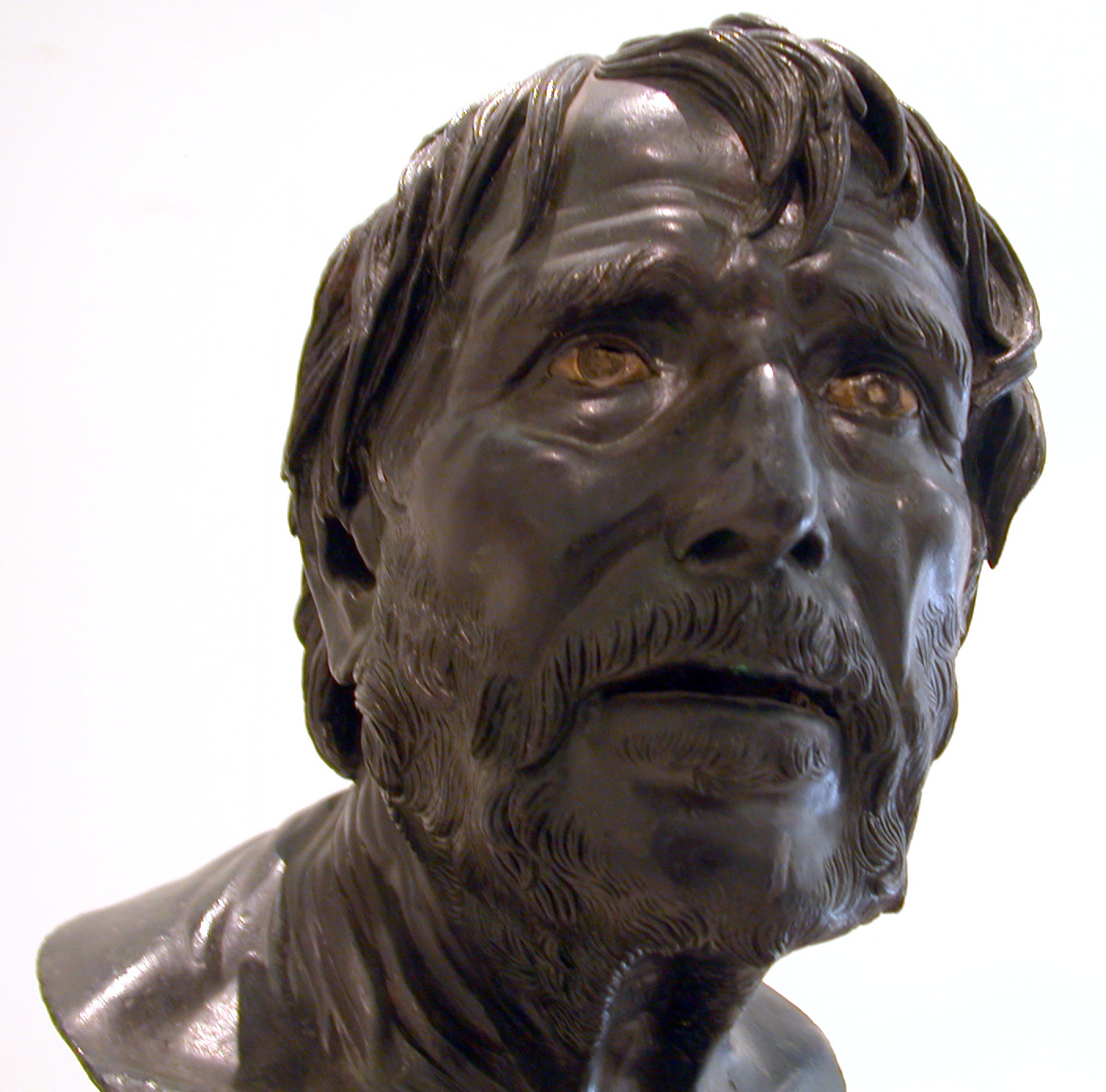
セネカ

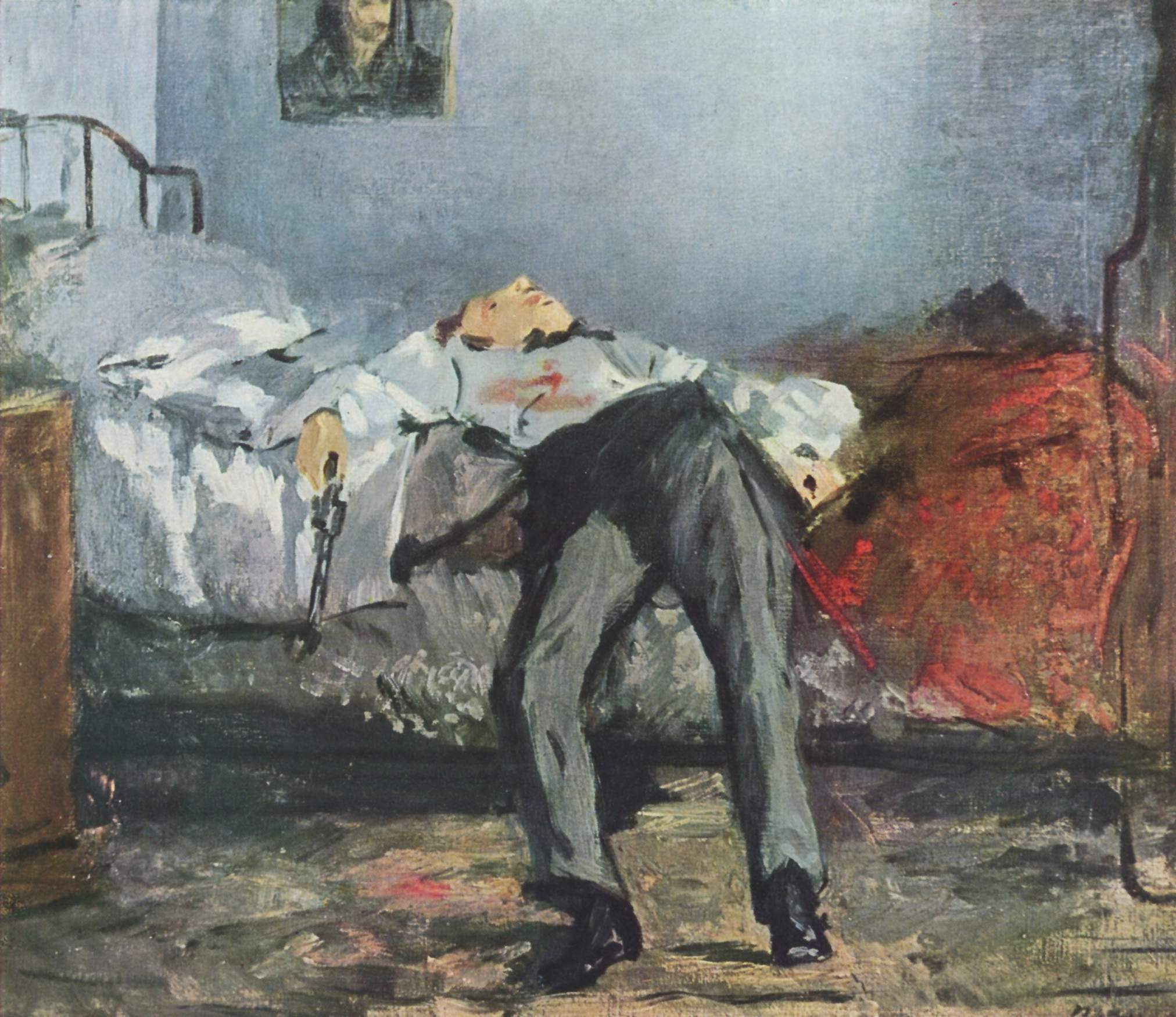
エドゥアール・マネの絵画『自殺』
拳銃を右手に持っている

WHOは、世界の自殺のおおよそ30 %は服毒であり、特に地方農村部や、低中所得国に多いとしている。他に多い方法としては、首吊りや焼死を挙げている。
自殺未遂者は、自殺者の約10倍以上いると考えられている。そのなかで何度も自殺を試み自殺にいたるのは3-12%である。どのような方法であろうと、確実には死ねず、自殺しようとして生き残った後には大きな怪我や病気や後遺症となるリスクが大きく、本人以外の社会や周囲の人間に与える影響も大きいため、関係者は自殺を止める努力を行っている。

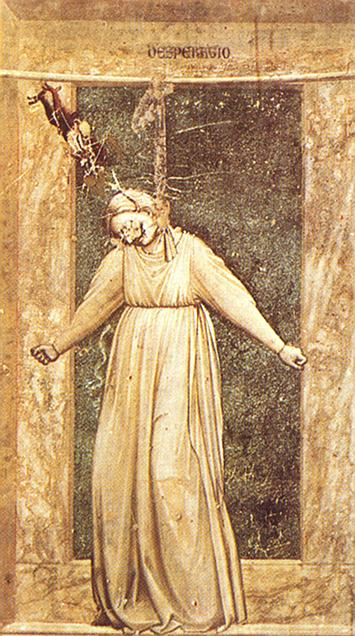
『首吊り』・ジョット・ディ・ボンドーネ画

縊頸（首吊り）

日本において自殺する手法として、男女を問わずもっとも多いのが、首をロープなど紐状のものによって吊り、縊死することによる自殺である。
死後、括約筋の弛緩により吊り下げられた体内から重力により地面に向け鉛直方向に体液（糞尿、唾液、涙など）が流出する。死亡直後に発見された死体は、時により眼球が飛び出し、唾液や糞尿が垂れ流れ、男性は陰茎が勃起した状態で発見されることもありうる。
未遂の場合、脳が酸欠を起こした時点で脳細胞の破壊が始まっているために、植物状態や認知症、体の麻痺などといった重い後遺症を残してしまう可能性が高い。また、首を吊る際の衝撃で頸椎骨折や延髄損傷などで即死（または即失神）する場合がある。自殺ではないが、日本などで行われる絞首刑「落床式首吊り死刑台」に多くみられ、救出後仮に命をとりとめても、重大な障害が残る。また軽度であっても、脊髄液の漏出から激しい頭痛などの後遺症に長く苦しむ。

ガス

ガスの有毒成分による中毒死と、無酸素または低酸素のガスを吸入することで酸欠による意識不明、そのまま吸入し続けることで心肺停止で死亡する窒息死の2種に大別できる。有毒ガスの場合、屋内の部屋で行うと発見者や救助者、同居人、さらに集合住宅の場合は配管のためのパイプスペースなどから、重いガスは階下の人を、軽いガスは階上の人を、さらに爆発性のものならば近隣の者さえ巻き添えにする極めて危険な方法であり、自分だけでなく無関係の者への殺人の危険性すらある方法である。
日本では、過去に都市ガスに含まれる一酸化炭素による中毒死が多く見られたが、都市ガスが石炭ガスの一種である水性ガス(合成ガス)から天然ガスへの転換に伴い一酸化炭素の含有量が減少。都市ガスを吸引して死亡する例は少なくなる一方で、死亡する前にガス爆発を起こし負傷する例も増えた。1978年には、東京都内だけでも9件の自殺に伴うガス爆発が発生している。こうした爆発事故では自殺を企図した者が生き残り、ガス漏出等罪で有罪判決を受けた例もある。その他のガス自殺についてはシンナーなど揮発性の高い薬品を容器に入れ、容器と一緒に布団をかぶり窒息死した例（『完全自殺マニュアル』）、ヘリウムガスを使用した安楽死（Final Exit）、塩素系の洗剤など家庭用品を混ぜた際に発生する塩素ガスや硫化水素などの有毒ガスを吸って中毒死する方法などがある。なお、有毒ガスによる自殺は周辺住民や救助者にも被害を及ぼす可能性がある。
これらの自殺方法は、首吊りと同じく、長時間の酸欠によって脳細胞が破壊されるために、未遂時、有毒ガスの場合は呼吸器、皮膚なども含め、植物状態や認知症、体の麻痺や感覚異常などの重篤な後遺症を残す可能性が高い（「一酸化炭素#一酸化炭素中毒」も参照）。

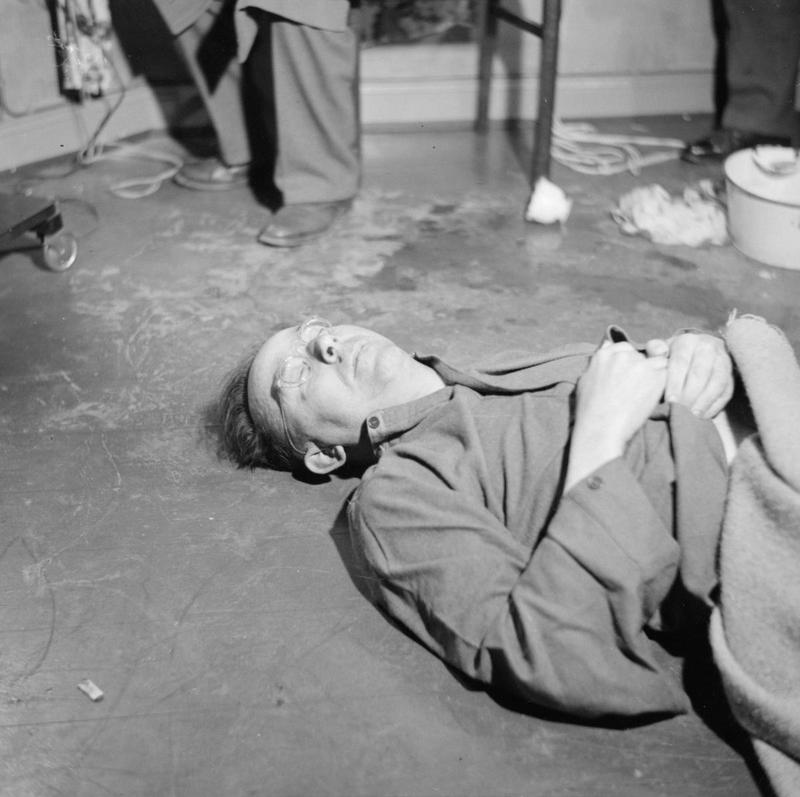
ハインリヒ・ヒムラーの死体。シアン化カリウムで服毒自殺した

大量服薬・服毒

精神疾患などの治療を受けている人が、処方された薬を大量服薬して自殺を図ることがある。家族や友人が薬を服用しており（特に三環系抗うつ薬などの賦活症候群）、かつ自殺願望やうつ症状を持っていたり、リストカットなどの自傷行為を頻繁に行ったりするような状況の場合、注意が必要である。精神疾患患者に対する精神安定剤や睡眠薬などの多剤大量処方も問題となっている。
大量服薬をした場合、服用後の経過時間が比較的短い場合は、胃洗浄を行うが、服薬量や経過時間、意識状態などによっては胃洗浄を行わないこともある。発見・処置が早ければ後遺症が残らないことも多いが、気道閉塞を伴っていた場合などは死に至ることもある。その他、誤嚥性肺炎、低体温症、肝障害、腎障害、長時間筋を圧迫することによる挫滅症候群などの合併症が生じることもある。
毒物を飲むことで自殺を試みる場合もある。毒物の種類はさまざまである。近衛文麿、ハインリヒ・ヒムラーなどが用いたシアン化カリウム（青酸カリ）が名高いが、古くはソクラテス、クレオパトラ（服毒ではないが）が用いた動植物性の神経毒、賈南風、御船千鶴子が用いた金属毒などさまざまであり、対処法、後遺症も違う。一般に吐かせることが有効だといわれるが、飲んだものが石油系製品や強酸・強アルカリ性の物質の場合、吐かせるのは禁忌である。強酸・強アルカリ性の物質を飲んだ場合は、飲んだ時点で食道や胃の細胞が破壊されていることが多く、消化器官に後遺症が残る場合がある。

飛び降り

ビルや崖、滝などの上から飛び降りることにより、自由落下によって重力で自らの体を加速させ、地面などに激突する衝撃で肉体を破壊し、死亡を試みる方法。投身自殺ともいわれる。

入水

入水は「じゅすい」とも読み、海や川、湖沼などに身を投げ、窒息死を試みる自殺方法。水中で水が気管に入ると咳きこみ、それがさらに大量の水を肺の中にいれ、肺によるガス交換を妨げ、血液中の酸素を低下させることで脳への酸素を断つことにより死亡に至る。したがって肺の中を水で満たされると水死する。古くからある方法の1つである。息を止めるようなことはせず、冷たい水の中に入ることで体温を奪われることにより自殺することもあるが、それは「低温」の項で後述する。未遂に終わった場合、心停止15分以内に処置ができなければ、他の酸欠による自殺と同様に生き残ってもアダムス・ストークス症候群により脳や神経に重い障害が残る可能性が高い。冬の川や湖など水温の極端に低いところで入水した場合、低体温症により死亡するまでの時間が延びて、他の人に救助される可能性も高くなる。条件がよければ、数時間の仮死状態ののち、ほとんど脳にダメージを受けることなく蘇生することもある。ただ、このような場合は寒さにより入水した直後ショック死をすることもある。
また、滝の上のような高い場所から飛び降り、入水することで自殺しようとする場合もあり、日本では栃木県日光市の華厳滝で藤村操が滝つぼへ飛び込み自殺した事件や、作家太宰治が愛人と玉川上水に入水自殺を遂げた事例がある。
艦船が沈没する際に艦長船長が船と運命を共にするということがある（船員法の「船長の最後退船の義務」が拡大解釈されたもの）。氷山と衝突したタイタニック号や、イギリス海軍やその伝統を受け継いだ日本海軍でも広く行われた。

飛び込み

鶴見済の著書『完全自殺マニュアル』によれば、車や鉄道などへの飛び込みによって自殺を行う飛び込み自殺は、鉄道の場合は死体の肉片や血液が周囲に飛び散るために周囲へ与える影響や印象も大きく、自殺後の死体は悲惨なものとなる。高速で走行する新幹線の場合はさらに凄惨で、瞬時に跡形もなく粉砕され、臓器や肉片が衝突場所から2 - 5 kmにわたって散乱する。未遂に終わった場合でも、四肢が切断されるなどの大怪我を負い、残りの人生を寝たきりの状態や車椅子などに頼って生きなければならないことが多い。通勤・通学途中や帰宅途中の駅で飛び込み自殺に及ぶケースが多く、割合が高いのは、男性のサラリーマンである。
2013年（平成25年）9月、京都大学の研究グループは、直前数日間の日照時間の少なさが鉄道自殺に関係すると明らかにした。
ただし、線路への落下は、必ずしも自殺ではないことも多い。「視力が弱い人」、「泥酔者」、「起立性低血圧や反射性失神等による意識障害やふらつきによる転落」「幼児の保護者の不注意」、歩きスマホによる「注意散漫」などのほか、悪ふざけや犯罪など「他者による突き落とし」と言った理由による転落事故もある。
鉄道への飛び込み自殺
鉄道事業者では、自殺でない場合も考慮し、発生直後は「人身事故」と呼ぶ。鉄道への飛び込みは列車の遅延・運休、車両自体の損傷を生じ、多くの利用客に影響（損失）を与えるので社会問題化している。
また、偶然飛び込み自殺の現場付近に居合わせた乗務員や旅客が傷害を負う事故も多数発生している。
事故後に鉄道会社が請求する損害賠償額は原則として非公表だが、例えば京浜急行電鉄の場合、被害額が200万円程度であっても、実際の請求額は高くても100万円に満たないという（京浜急行電鉄の広報宣伝担当による）。なお、自殺を図った者が死亡した場合、自殺者の遺族が相続放棄を行って賠償を免れるケースもある。洋光台駅での事例では、PTSDを発症した30代の女性が自殺した男性の遺族に慰謝料を請求したものの却下。女性は「鉄道会社に責任がある」としてJR東日本を提訴した。

鉄道会社の対策
自殺・転落防止のためにホーム柵やホームドアを設置している路線もあるが、建設費が高額、車両の種類によって扉の数や開口幅が異なる、ホームドアとの位置が合わない、混雑が激しい区間である、などの理由により普及は遅れている。
JR東日本は企業の社会的責任の一環として、いのちの電話の活動を財政的に支援しているほか、ホームと向かい合う壁に鏡の設置、発車ベルを発車メロディに変える、青色照明や緊急停止ボタンの設置、転落検知するセンサーの開発などの試みもなされている。

失血死

刃物による失血死を試みるケースも少なくない。静脈を切断した場合は、切ってから死に至るまでの時間が長いので、セネカのように意図して緩慢な自殺を選んだ場合を除けば、誰かに見つかって未遂に終わることが多い。また、自殺する際の苦痛も大きい。ただし、心臓や動脈を切った場合は、出血性ショックにより死亡する可能性がある。なお、後述するが、死ぬのが目的ではなく自傷行為そのものが目的であったとしても、出血がひどくて失血死をしてしまう場合もある。切ったのが静脈の場合、発見・対処が早ければ後遺症が残ることはまれである。切ったのが動脈の場合は、一刻も早く止血する必要がある。健康な成人の場合、体内から半分の血液が失われると死亡するといわれている。ただし、失った血液量にかかわらず、傷口が深い場合は神経が破損している場合や、そうでなくても切った傷跡が何年も残る。解剖学に通じていない者の場合、頚動脈を切ろうとして頚静脈を切ってしまう例がある。
発見した場合は、腕を切っているのならば、脇をベルトやネクタイなどで止血する。腹などの場合は圧迫して止血し、止血した時間を救急に知らせる。なお、自殺かどうかにかかわらず、事故・事件の場合も含め、頭部や腹部に刃物などが刺さっている場合に無理に抜くと、かえって傷口を広げる場合も多く、刃物が傷口の「栓」の役割も兼ねている場合は抜くことで失血死する可能性が高まるため、抜かないでそのままにしておく。発見した場合は一刻も早く救急に連絡し、体温低下によって体力が消耗するのを防ぐために毛布などをかけて体温を保つ。無理に揺り動かすのは傷口が広がる可能性があるために良くない。針と糸で動脈などの傷口を縫合できれば生存率は上がる。
特徴的な自刃自殺として武士がその名誉を守るために行っていた切腹が挙げられる。腹部を損傷することにより、内臓出血による緩慢なショック死をもたらす。ただし、江戸時代以降は苦痛が長引くことを嫌って、切腹を行った直後に、傍にいる刑手が斬首して即死させる「介錯」と呼ばれる行為がなされ、作法も定められるなど、形式化していった。

焼身自殺

自らの体にガソリンなどの燃料をかけ、それに火をつけて行う自殺である。かつては油のしみこんだ蓑に火をつけて殺すなど、拷問的な火刑の一つに採用された方法である。燃えるのは主に気化した燃料である。
燃料が多ければ重度の火傷や酸欠により死亡するが、即死することは少なく長時間全身に激痛を伴うことになる。死亡までの時間が長いことから救命される例も多いが、急性期には集中治療を要し、その後も長期の治療が必要となる。回復後も四肢機能の低下や美容的問題などの後遺症を残すことが多い。
苦痛や失敗しやすさから自殺の手段としては非効率であるが、人間が炎上するというインパクトから抗議手段として選ばれることも多い。ベトナム戦争当時の南ベトナム政権による仏教徒弾圧に対する抗議のためにビデオカメラの前で焼身自殺したティック・クアン・ドック（釋廣德）師、彼を範にしてベトナム戦争抗議の焼身自殺を遂げた由比忠之進、アリス・ハーズ、アラブの春のきっかけとなったモハメド・ブアジジなどが知られている。

感電
自分の身体を感電させることによって自殺する方法。『完全自殺マニュアル』によれば1995年の日本の統計では感電自殺者の95%が男性という極端に性差の激しい手段として紹介されている。手段としては湯船に水を入れ、自身も入った後に感電物を入れる、電源コードの銅線をむき出しにして体に貼り付けて電源を入れるなどがある。いずれの場合も発見者、救助者の感電の危険性がある。

銃による自殺

銃の所持に寛容な国では銃による自殺が多い。アメリカは自殺手段の半分以上を銃が占める。銃自体も100ドル程度から手に入り、弾丸も1発20セントから買える。また、自衛の意識が強く、狩りが盛んであるため、多くの家庭に銃があり、州によってはスーパーなどで手軽に弾薬も購入できる。アメリカ以外では、カナダ、オーストラリアなどの国々も、銃による自殺が多い。一方、日本では銃は銃刀法によって厳しく取り締まりが行われているため、銃による自殺は極めて少ない。拳銃自殺にいたってはほとんどが警察官や自衛官、暴力団である。
銃で頭を撃ち抜いても、脳幹の機能を破壊できないと死亡に至らない。映画などでよく描写される拳銃自殺に、こめかみに銃口を当てて引き金を引くという方法があるが、発射の反動や引き金の固さ（大型リボルバーなどは撃鉄をあげても引き金はかたく、射撃も両手で行う）によって銃口が動き、弾道がそれて生存する場合がある。
より確実な方法として、脳幹を狙える口に銃口をくわえて発射する方法を取る場合が古くからある。1978年に自殺した田宮二郎や、1987年会見中に自殺したR・バド・ドワイヤー、1993年に、クリントンアメリカ大統領次席法律顧問のビンス・フォスターや、1945年8月15日古賀秀正近衛第一師団参謀が割腹した時、とどめに口中を撃っている。2007年6月に島根県出雲市の出雲署内で、25歳の女性巡査長が拳銃で口から頭を撃つなど、多数例がある。

その他の手法
実行されることそのものが極めてまれで、統計上は「その他の手段」に分類される手法としては凍死自殺などがある。1961年のアメリカでは原子力発電所の技術者が制御棒を引き抜いて原子炉を暴走させて自殺したとみられる事故も発生している。

## 法律

各国、地域の自殺に対する法的扱い
自殺と幇助が違法
自殺は合法、幇助は違法
自殺と幇助が合法

一部の国では、宗教の関係で自殺は自殺罪であった。自殺罪では、自殺・自殺未遂者の家族には遺産は入らず没収され、市中引き回しやさらし首で侮辱され、未遂者は絞首刑とされた。また、遺体は弔われず、ゴミとともに死体遺棄や墓なども建てられず墓地外に埋葬などが行われた。
イギリス
自殺は罪とされていたが、1961年にSuicide Act 1961によって刑事犯罪ではなくなった。

オランダ
2000年に安楽死が合法化された。ただし、死期が近く、耐えがたい肉体的苦痛があり、治療の方法がないなどの厳格な要件が付与されている。

日本
日本でも他人を自殺させること、自殺を助けることは自殺関与罪（刑法第202条）とされ、法律で禁止されている。また、もともと自殺する意思がない人に自殺を決意させて自殺させることは自殺教唆罪として、法律で禁止されている。また、一人で自殺しようとしそれが未遂で終わった場合、その行為自体では処罰の対象とはならない。だが自殺を複数人数で行おうとし未遂に終わった場合は、互いに対する犯罪として処罰される（自殺関与・同意殺人罪）。また、2020年現在の日本の刑法では、自殺しようとした行為で同時で他者に危険を及ぼした場合（ガス自殺を図った場合のガス漏出等罪・失火罪など）は、具体的な被害がなくても処罰される可能性がある。また、第三者に被害が発生した場合（たとえば飛び降り自殺、飛び込み自殺など）には、刑事手続上は重過失致死罪などの罪により自殺した者は、被疑者死亡で送検される可能性があり、民事上は被害者から、自殺した者の遺族に対して損害賠償責任が発生する可能性がある（厳密には、「自殺した本人に賠償請求をして、それを遺族が相続する」という形となる。ここでいう「遺族」とは、相続権を保持する人のことである。自殺者が残した遺産の総額と損害賠償額を比較して、損になるような場合には相続放棄をすればよい）。
その他、日本での自殺に関する法律として、2006年（平成18年）の自殺対策基本法や、銃砲刀剣類所持等取締法第5条での「自殺をするおそれがあると認めるに足りる相当な理由がある者については銃砲刀剣類の所持を許可してはならない」といったものがある。
また保険法（第51条第1号）には、「保険者は、被保険者が自殺をしたときには、保険給付を行う責任を負わない」とある。貸金業法12条の7でも「保険契約において、自殺による死亡を保険事故としてはならない」とある。ただし、精神障害によって自殺行為の結果に対する認識能力のない精神疾患者による未遂の場合は、例外的に保険給付される。
本人が自殺する権利については、ロボトミー殺人事件により無期懲役となった受刑者が「自死権」とそれを認めない精神的苦痛により国を提訴したが、仙台地裁は「自死権は法的に認められていない」として請求を棄却した事例がある。

## 人間以外の自殺
菌類や虫、動物の自殺について記述する。人間以外の生物が、仲間を守るために自爆攻撃をしたり、ペットの主人や自らの配偶者との別離や虐待の結果で餌を拒否し自ら死のうとする行為が知られる。
細胞
アポトーシスを参照

菌類
サルモネラ菌は、人間などの免疫系に少数の犠牲で働きかけ、競合する菌類を攻撃させる。
また、何かしらの方法で細胞壁を自分で溶解させる現象を自己融解と呼ぶ。

虫
ジバクアリなどの一部の種は、敵に襲われた時に爆発して、粘性の液体を敵に貼り付け身動きを停止させたうえで、液体に含まれるフェロモンで周囲の仲間に危険を知らせる。この生態は、ギリシャ語の自己+犠牲からAutothysisと呼ばれる。
寄生虫などに誘導され、自殺するケースも報告されている。カマキリに寄生するハリガネムシ、カタツムリに寄生するロイコクロリディウムなどである。

動物
犬、馬、イルカが自殺したという事例が上がることがあるが、動物の自殺について臨床的・科学的な研究がなされたことはない。過去の事例について研究した精神学者アントニオ・プレティは、野生動物が故意に自殺を試みた科学的な裏付けが取れなかったとしている。しかし、ストレスなどによって飼育環境下の動物が、通常とは異なる行動や自傷行為や呼吸を止めようとする行為は確認されている。

## 比喩的表現
確実に失敗・自滅するとわかっている方法をあえて採用することを「自殺行為」と言うことがある。
- スーサイドドア
- キングストン弁

また、かつてサッカーにおいては、自軍のゴールにボールを蹴り入れ相手に得点を献上することを「自殺点」と呼んでいた。1994年に日本サッカー協会がオウンゴールという呼称に改めたことにより、この用語は使われなくなった。